# M1 Abrams
O M1 Abrams é um tanque de guerra de terceira geração dos Estados Unidos desenhado pela Chrysler Defense (atualmente General Dynamics Land Systems), recebendo seu nome em honra ao General Creighton Abrams. Concebido para guerra terrestre blindada moderna e agora um dos tanques mais pesados em serviço com quase 68 toneladas curtas (62 toneladas métricas), introduziu várias tecnologias modernas para as forças blindadas dos Estados Unidos, incluindo um motor de turbina multicombustível, blindagem composta Chobham sofisticada, um sistema de controle de incêndio por computador, armazenamento separado de munição em um compartimento de explosão e proteção NBC para sua tripulação. Modelos iniciais do M1 foram armados com o canhão britânico Royal Ordnance L7 de 105 mm, com as variantes posteriores utilizando o canhão Rheinmetall L/44 alemão de 120 mm.
O M1 Abrams foi desenvolvido a partir do fracasso do projeto MBT-70 para substituir o obsoleto tanque M60. Existem três principais versões operacionais do Abrams, sendo o M1, M1A1 e M1A2, com cada novo modelo vendo melhorias em armamento, proteção e eletrônica. Melhorias extensas foram implementadas para o mais recente M1A2 System Enhancement Package versão 3 ou SEPv3 e M1A2 SEPv4, respectivamente, versões como blindagem composta aprimorada, melhor ótica, sistemas digitais e munição. O Abrams deveria ser substituído pelo Sistema de Combate Montado XM1202, mas desde que o projeto foi cancelado, os militares dos Estados Unidos optaram por continuar mantendo e operando a série M1 no futuro previsível, atualizando com ótica, blindagem e poder de fogo aprimorados.
O M1 Abrams entrou em serviço em 1980 e serve como o principal tanque de batalha do Exército dos Estados Unidos e anteriormente do Corpo de Fuzileiros Navais (USMC) também. Uma versão de exportação também foi produzida e é utilizada por países como Egito, Kuwait, Arábia Saudita, Austrália, Polônia e Iraque. O Abrams foi utilizado pela primeira vez em combate na Guerra do Golfo e depois viu ação nos conflitos no Afeganistão e no Iraque a serviço nos Estados Unidos. Outros países também utilizaram o M1 em guerras locais, como o próprio Iraque na sua luta contra o Estado Islâmico e a Arábia Saudita durante a Guerra Civil Iemenita.

## História

### Desenvolvimentos iniciais

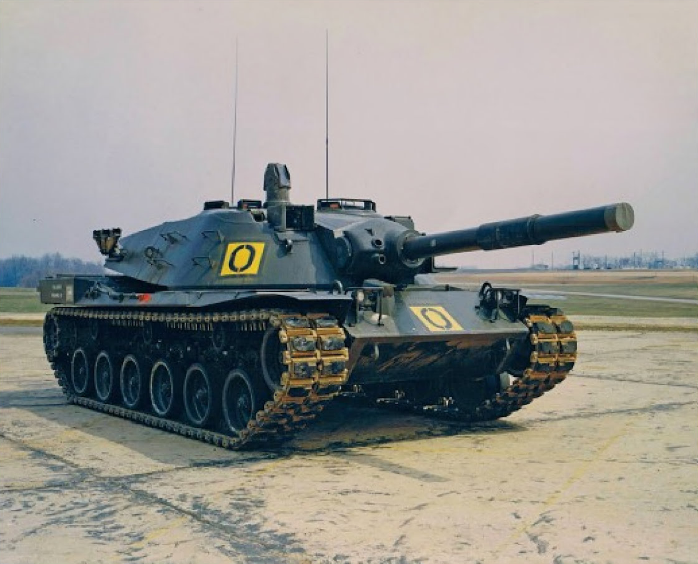
Uma variante do projeto MBT70

Durante a década de 1960, o Exército dos Estados Unidos e o Exército da Alemanha Ocidental colaboraram em um único projeto que substituiria tanto o tanque M60 quanto o Leopard 1. O objetivo geral era ter um novo design único com poder de fogo aprimorado para lidar com novos tanques soviéticos como o T-62, ao mesmo tempo em que oferecia proteção aprimorada contra o novo canhão de 115 mm de alma lisa do T-62 e especialmente contra munição HEAT (sigla em inglês para munição "antitanque altamente explosiva").
O resultado do projeto, o MBT-70, incorporava novas tecnologias em toda a linha. Uma suspensão hidropneumática fornecia excelente qualidade de direção cross-country e também permitia que todo o tanque fosse levantado ou abaixado pelo motorista,com a posição mais baixa colocando o topo do tanque apenas 1,8 metros do solo. Um novo motor de 1 500 hp (ou 1 100 kW) que podia alcançar 69 km/h foi adicionado, além de um canhão americano de 152 mm de longo alcance capaz de disparar um míssil antitanque MGM-51 Shillelagh, enquanto os alemães introduziram o Rheinmetall Rh-120 de 120 mm.
Embora o design fosse altamente capaz, seu peso era alto e continuava a crescer, assim como seu orçamento. Em 1969, o custo unitário ficou cerca de cinco vezes maior que as estimativas originais, fazendo com que o Departamento de Defesa dos Estados Unidos suspendesse o programa. O desenvolvimento do tanque continuou de forma austera até janeiro de 1970, quando o Departamento de Defesa encerrou sua parceria com a Alemanha.
Em decorrência dos problemas com o MBT-70, o exército dos Estados Unidos introduziu o programa XM803, usando algumas tecnologias do MBT-70, mas removendo alguns dos recursos mais problemáticos. Isso conseguiu apenas produzir um sistema caro com recursos semelhantes ao M60. O Congresso cancelou o XM803 em dezembro de 1971, mas permitiu que o Exército realocasse US$ 20 milhões de fundos restantes para desenvolver um novo tanque de batalha principal.

### O projeto é renovado

O Laboratório de Pesquisa Balística (BRL) usou ferramentas computadorizadas durante o desenvolvimento do M1, o que levou a criação do BRL-CAD. Na imagem, um terminal gerador de 3D gráfico da Vector General mostra um modelo do M1.

O estabelecimento de pesquisa, o Comando Tanque-automotivo e Armamentos (TACOM, na sigla em inglês), começou a examinar objetivos específicos. Depois de várias rodadas de pesquisas, foi tomada a decisão de fornecer blindagem para derrotar a "ameaça pesada" representada pelo canhão de 115 mm do T-62, usando melhorias projetadas de sua munição "sabot de descarte estabilizado por aletas perfurante de blindagem" (ou APFSDS) pelos anos 80 e o novo canhão de 125 mm dos tanques soviéticos T-64 e T-72 que disparavam munição de alta-explosiva. Para este fim, uma nova base de design surgiu em fevereiro de 1973. O veículo teria que derrotar qualquer tiro de uma arma soviética dentro de 800 metros e 30 graus para cada lado. O tanque seria armado com um canhão M68 de 105 mm, uma versão licenciada do Royal Ordnance L7, e também teria outra versão que seria armada também com um canhão automático de 20 mm, o M242 Bushmaster.
Em maio de 1973, Chrysler Defense e General Motors apresentaram suas propostas. Ambos eram armados com um canhão M68 de 105 mm, a versão licenciada do L7 e o Bushmaster de 20 mm. Chrysler escolheu o motor de Turbina a gás modelo Lycoming AGT1500 de 1 500 hp. O modelo da GM tinha um motor de 1 500 hp a diesel similar que era usado no MBT-70 e no XM803.
Examinando as experiências da Guerra do Yom Kippur daquele ano, várias mudanças de design foram feitas. A recém concebida blindagem "Burlington" do laboratório do exército britânico foi incorporado para melhorar a proteção, especialmente contra munição explosiva (HEAT) e incorporar o novo pacote de blindagem, o objetivo original de manter o peso sob 45 toneladas foi abandonado. O canhão Bushmaster foi visto como supérfluo e eliminado. Como a TACOM continuou a melhorar o projeto detalhado, amostras iniciais do sistema de blindagem foram enviadas para o Laboratório de Pesquisa Balística para testes.
Na época, o sistema de compras do Pentágono estava cheio de problemas causados pelo desejo de ter o melhor design possível. Isso muitas vezes resultava no cancelamento de programas devido a estouros de custos, deixando as forças com sistemas desatualizados, como era o caso do MBT-70. Houve um forte movimento dentro do Exército para obter um novo projeto dentro do orçamento para evitar que a experiência do MBT-70 se repetisse. Para o novo projeto, o exército declarou que o custo unitário não seria superior a US$ 507,000 em dólares de 1972 (o equivalente a US$ 3,3 milhões de dólares em 2021).
A abordagem do Pentágono para controle de pesquisa e desenvolvimento foi modificada com o XM1. A estratégia de aquisição anterior exigia que uma parte significativa do trabalho de design fosse feita pelo governo. Sob a nova estrutura, os empreiteiros licitariam seus próprios projetos de forma competitiva, em vez de competir apenas pelo direito de fabricar o produto final.

### Mudanças adicionais

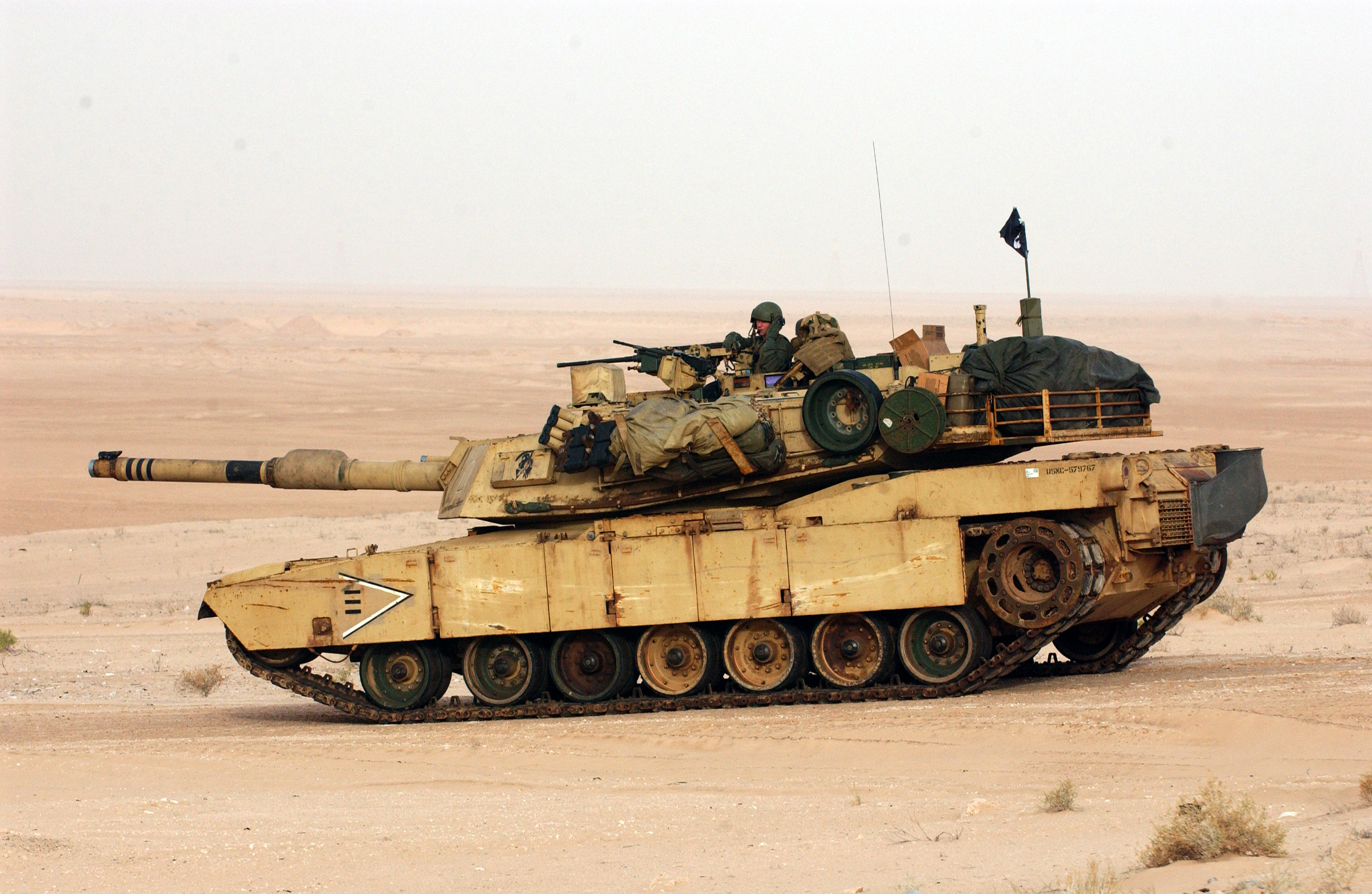
Um M1A1 e seu canhão de 105 mm

Durante o período em que os protótipos iniciais estavam sendo construídos, surgiu um debate entre a Alemanha e os Estados Unidos sobre o uso do canhão de 105 mm. O exército estava planejando introduzir vários novos tipos de munição para o 105 mm que melhorariam muito seu desempenho, notavelmente, o XM-774 usaria munição de urânio empobrecido. Essa munição daria o desempenho necessário para derrotar qualquer tanque soviético com facilidade. Havia alguma preocupação de que o urânio empobrecido não seria permitido na Alemanha, talvez apenas em tempos de paz, então melhorias no núcleo de tungstênio M735 também foram consideradas.
Durante este mesmo período, houve um esforço contínuo para melhorar a logística da OTAN, padronizando a munição ao máximo grau possível. Os alemães estavam avançando com seu canhão de 120 mm no Leopard 2K e observaram que os britânicos também haviam introduzido um canhão de 120 mm próprio, de acordo com sua doutrina de combate de longo alcance. Em 1977, foi tomada a decisão de modificar o armamento do novo tanque americano para um canhão de 120 mm. Após testes comparativos feitos entre os modelos Royal Ordnance L11A5 e Rheinmetall Rh-120, este último foi escolhido. Os designs das torres dos dois protótipos foram modificados para permitir a instalação de qualquer uma das armas. Embora o canhão L11/M256 de 120mm foi escolhido como a arma principal do M1 Abrams em 1979, a munição aprimorada para a arma ainda não estava totalmente desenvolvida, atrasando assim seu uso até 1984.
As primeiras versões de produção do M1 Abrams (M1 & IPM1) foram armadas com o canhão M68A1 por duas razões. A primeira foi devido ao grande número de tanques M60 com o canhão M68E1 ainda em serviço generalizado nos Estados Unidos na década de 1980 e um grande estoque disponível de munições de 105 mm. Encaixar o M1 com o canhão M68A1 foi visto como uma solução econômica e prática que permitia munição comum entre os dois tipos de tanques. Segundamente, o M68A1 poderia empregar a recém-desenvolvida munição de urânio empobrecido APFSDS M900 que melhorou o desempenho de penetração em comparação com o M774.

### Protótipos
Os protótipos foram entregues em 1976 pela Chrysler e pela GM, armados com a versão licenciada do M68E1, do Royal Ordnance L7, de 105 mm. Eles entraram no teste frente a frente em Aberdeen Proving Ground, junto com o protótipo do Leopard 2 AV para comparação. O Leopard 2 foi encontrado para atender aos requisitos dos Estados Unidos, mas foi pensado que custava mais. O teste mostrou que o design da GM era geralmente superior ao da Chrysler, oferecendo melhor proteção de blindagem e melhor controle de fogo e sistemas de estabilização da torre. Esses primeiros protótipos de pré-produção foram armados provisoriamente com o canhão principal M68E1 de 105 mm, enquanto um canhão preferido de 120 mm e sua munição estavam em fase de projeto e desenvolvimento de componentes. Esses protótipos usavam uma montagem combinada que permitia avaliar armas de 105 mm e 120 mm.
Durante o teste, os pacotes de energia de ambos os projetos provaram ter problemas. O motor de turbina a gás da Chrysler tinha extensos sistemas de recuperação de calor na tentativa de melhorar sua eficiência de combustível para algo semelhante a um tradicional motor de combustão interna. Isso provou não ser o caso, com o motor consumindo muito mais combustível do que o esperado, queimando 3,8 galões por milha (ou 890 litros por 100 km). O desenho da GM usou um novo design de diesel de compressão variável.
Na primavera de 1976, a decisão de escolher o design da GM foi em grande parte completa. Além de oferecer melhor desempenho geral, havia preocupações com o motor da Chrysler, tanto do ponto de vista da confiabilidade quanto do consumo de combustível. O programa da GM também era um pouco mais barato no geral, custando US$ 208 milhões em comparação com US$ 221 milhões da Chrysler. Em julho de 1976, o tenente-coronel George Mohrmann preparou uma pilha de cartas informando o Congresso sobre a decisão de seguir em frente com o projeto da GM. Tudo o que era necessário era a aprovação final pelo Secretário de Defesa, Donald Rumsfeld.

### A Chrysler é escolhida
Em 20 de julho de 1976, o Secretário do Exército dos Estados Unidos Martin Hoffman e um grupo de generais visitaram o vice-Secretário de Defesa Bill Clements e o Diretor de Pesquisa e Engenharia de Defesa Malcolm Currie para anunciar sua decisão de indicar o projeto da GM. Eles ficaram surpresos quando Clements e Currie criticaram sua decisão e exigiram que a turbina fosse selecionada. Donald Rumsfeld ouviu argumentos de ambos naquela tarde e pediu por 24 horas para considerar as questões. A equipe do Exército passou a noite escrevendo resumos e os apresentou a Rumsfeld na manhã seguinte, que então anunciou um atraso de quatro meses.
Em poucos dias, a GM foi solicitada a apresentar um novo projeto com motor a turbina. De acordo com o Secretário assistente de pesquisa e desenvolvimento Ed Miller, "tornou-se cada vez mais claro que a única solução que seria aceitável para Clements e Currie era a turbina ... Foi uma decisão política que foi tomada e, para todos os efeitos, essa decisão deu o prêmio à Chrysler, já que eles eram o único empreiteiro com turbina a gás". No entanto, o design da Chrysler tinha a vantagem de que todo o pacote de potência tinha espaço para ser substituído por qualquer quantidade de designs de motores, incluindo um a Diesel, se necessário.
O motor de turbina não parecia ser o único motivo para esta decisão. A Chrysler foi a única empresa que parecia estar seriamente interessada no desenvolvimento de tanques; o M60 tinha sido lucrativo para a empresa, que dependia desse programa para grande parte de seu lucro. Em contraste, a GM obtinha apenas cerca de 1% de sua receita com vendas militares, em comparação com 5% da Chrysler, e só apresentou sua oferta após um "apelo especial" do Pentágono.

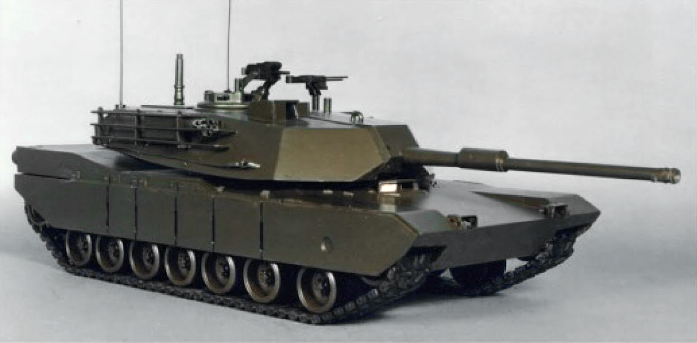
Um protótipo finalizado do M1

Em 12 de novembro de 1976, o Departamento de Defesa concedeu um contrato de US$ 20 bilhões de dólares para desenvolvimento para a empresa Chrysler.

### A produção começa
Em janeiro de 1978, um programa foi iniciado para desenvolver uma versão melhorada do canhão de 105mm, o M68A1 como uma possível arma alternativa para o M1 Abrams. O novo cano da arma XM24/L55 era 45,72 cm mais longo em comparação com o cano XM24/L52 usado no tanque M60. Ele tinha uma pressão de câmara mais alta, uma culatra reforçada e uma maior velocidade de boca.
A produção inicial de baixa taxa (LRIP, na sigla em inglês) do veículo foi aprovada em 7 de maio de 1979. Em fevereiro de 1982, a divisão da General Dynamics Land Systems (GDLS) comprou a Chrysler Defense, após a Chrysler construir cerca de 1 000 modelos M1. O M1 Abrams foi o primeiro veículo a incorporar a blindagem Chobham.

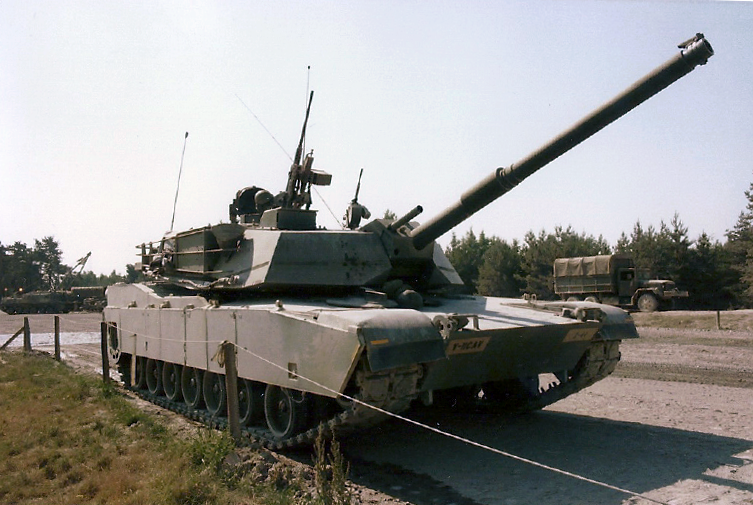
Tanque M1 Abrams com seu canhão de 105 mm do 11º Regimento de Cavalaria Blindada na Área de Treinamento Grafenwöhr na Alemanha, em 1986

Um total de 3 273 M1 Abrams foram produzidos entre 1979 e 1985, com a primeira unidade entrando em serviço para o exército dos Estados Unidos em 1980. Produção começou na empresa estatal LATP, em Lima, Ohio,  e também na fábrica da Detroit Arsenal Tank Plant, em Warren, Michigan de 1982 a 1996. O Laboratório de Pesquisa do Exército (ARL) também esteve fortemente envolvido no projeto do tanque com projéteis resistentes à blindagem M1A1, munições de penetração de blindagem M829A2 e alcance de armas aprimorado.
O M1 estava armado com a versão licenciada M68A1 do canhão Royal Ordnance L7 de 105 mm. O tanque apresentava a primeira blindagem Chobham desse tipo. O M1 Abrams foi o primeiro a usar esta blindagem avançada. Consistia em um arranjo de placas de metal, blocos de cerâmica e espaço aberto. Um modelo melhorado chamado M1IP foi produzido brevemente em 1984 e continha atualizações para blindagem e outras pequenas melhorias.
Cerca de 5 000 tanques M1A1 Abrams foram produzidos de 1986 a 1992 e continham o canhão M256 de 120 mm de alma lisa (desenvolvido pela Rheinmetall AG da Alemanha para o Leopard 2), blindagem melhorada (constituído por urânio empobrecido e outros materiais confidenciais) e um sistema de proteção CBRN (para guerra química, biológica, radiológica e nuclear). A produção dos tanques M1 e M1A1 totalizou cerca de 9 000 veículos a um custo de aproximadamente US$ 4,3 milhões por unidade.
Em 1990, um relatório do Projeto de Supervisão Governamental criticou os altos custos do M1 e a baixa eficiência de combustível em comparação com outros tanques de potência e eficácia semelhantes, como o Leopard 2. O relatório foi baseado em dados de fontes do Exército dos Estados Unidos e no registro do Congresso. Em 1999, o custo deste tanque já superava US$ 5 milhões de dólares por veículo.
Quando os Abrams americanos entraram em serviço, eles operaram ao lado do M60A3 nas forças armadas dos Estados Unidos e com outros tanques da OTAN em vários exercícios da Guerra Fria que geralmente aconteciam na Europa Ocidental, especialmente na Alemanha Ocidental. Os exercícios visavam combater as forças soviéticas.
Adaptações feitas antes da Guerra do Golfo (1990-91) deram ao veículo melhor poder de fogo e proteção NBC (sigla em inglês para "Nuclear, Biológica e Química").

### Guerra no Golfo Pérsico

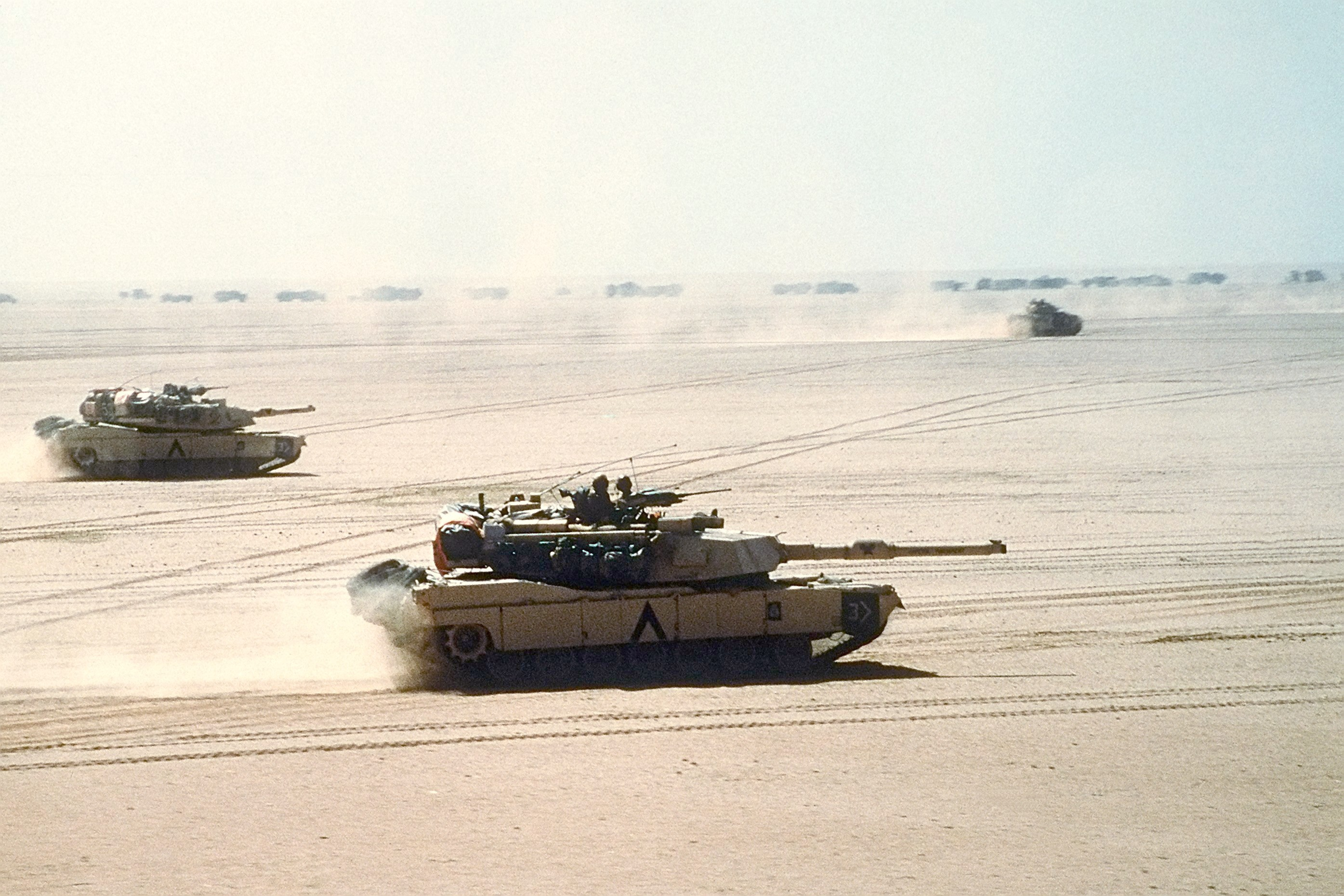
Tanques Abrams em uma missão durante a Operação Tempestade no Deserto em 1991. Um Bradley IFV e um comboio logístico pode ser visto ao fundo.

O Abrams não havia sido testado em combate até a Guerra do Golfo Pérsico em 1991, durante a Operação Tempestade no Deserto. Um total de 1 848 M1A1s foram deslocados para a Arábia Saudita para participar da libertação do Kuwait. O M1A1 era superior aos blindados T-54/T-55 e T-62 iraquianos (de fabricação soviética). O melhor veículo no arsenal do Iraque era o T-72, importados da União Soviética e da Polônia. Os iraquianos haviam ainda produzido (entre 1989 e 1990) sua própria variante do T-72 (apelidado de "Leão de Bagdá").
Os T-72 iraquianos, como a maioria dos designs de exportação soviéticos, não tinham sistemas de visão noturna e telêmetros modernos, embora eles tivessem alguns tanques de combate noturno com sistemas infravermelhos ativos mais antigos ou equipados com holofotes. Muito poucos tanques M1 foram atingidos pelo fogo inimigo e nenhum foi destruído como resultado direto do fogo inimigo, com nenhuma fatalidade reportada entre as tripulações. Três Abrams foram deixados para trás das linhas inimigas após um rápido ataque à Base Aérea de Talil, ao sul de Nassíria, em 27 de fevereiro. Um deles foi atingido por fogo inimigo e os outros dois afundaram na lama. Os tanques foram destruídos pelas forças dos Estados Unidos para evitar qualquer reivindicação de troféu pelo exército iraquiano. Um total de 23 M1A1s foram danificados ou destruídos durante a guerra. Dos nove tanques Abrams destruídos, sete foram destruídos por fogo amigo e dois destruídos intencionalmente para evitar a captura pelo Exército iraquiano. Alguns outros sofreram pequenos danos de combate, com pouco efeito em sua prontidão operacional.
O M1A1 podia matar outros tanques em alcance superior a 2 500 metros. Este alcance foi crucial no combate contra a geração anterior de tanques de design soviético na Guerra do Golfo, já que o alcance efetivo do canhão principal nos tanques soviéticos/iraquianos era menor do que 2 000 metros. Isso significava que os tanques Abrams podiam atingir os blindados iraquianos antes que o inimigo chegasse ao seu alcance - uma vantagem decisiva nesse tipo de combate. Em incidentes de fogo amigo, a blindagem frontal e a blindagem da torre lateral dianteira sobreviveram a impactos de munição sabot de descarte estabilizado por aleta perfurante direta (APFSDS) de outros M1A1s. Este não foi o caso da blindagem lateral do casco e da blindagem traseira da torre, como ambas as áreas foram penetradas em pelo menos duas ocasiões por ataques não intencionais de munição de urânio empobrecido durante a Batalha de Norfolk.

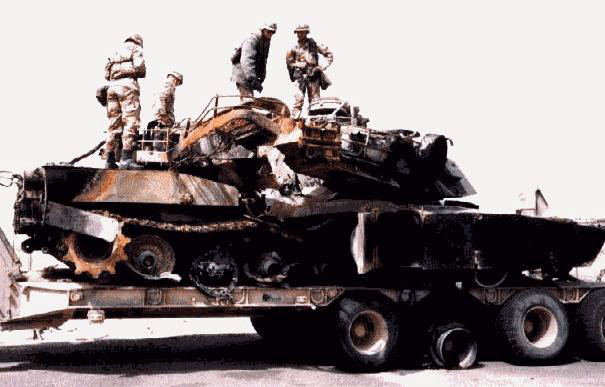
Um M1A1 destruído, onde a parte traseira foi atingida por um míssil AGM-114 Hellfire e penetrado por um disparo de um sabot da esquerda para a direita (ver orifício de saída).

Durante as operações Escudo do Deserto e Tempestade no Deserto alguns M1IP e M1A1s foram modificados localmente no teatro de operações (na zona de guerra) por ordens de trabalho de modificação (MWO) com blindagem homogênea adicional laminada soldada na frente da torre. O M1 pode ser equipado com acessórios como arado de mina e rolo de mina.
As lições da guerra melhoraram as miras das armas do tanque e sua unidade de controle de fogo.

### Atualizações
O M1A2 foi uma variante melhorada do M1A1. Dentre as várias melhorias está uma visão termal independente para o comandante, estação de armas, equipamento de navegação de posição e um conjunto completo de controles e exibições vinculados por um barramento de dados digital. Essas atualizações também forneceram ao M1A2 um sistema de controle de incêndio aprimorado. O System Enhancement Package (SEP) para a versão A2 adicionou mapas digitais, eletrônica moderna e um novo sistema de comunicação e controle (o FBCB2), um sistema de resfriamento aprimorado para compensar o calor gerado pelos sistemas de computador adicionais.
O M1A2 SEP também serviu como base para o veículo pesado M104 Wolverine que serve para posicionar pontes. O M1A2 SEPv2 (versão 2) adicionou o sistema de apoio chamado CROWS e CROWS II (Estação de Arma Comum Operada Remotamente), telas coloridas, melhores interfaces, um novo sistema operacional, melhor blindagem frontal e lateral e uma transmissão atualizada para maior durabilidade.
Outras atualizações incluíram blindagem de urânio empobrecido para todas as variantes, uma revisão do sistema que retorna todos os A1s à condição de novo (M1A1 AIM), um pacote de aprimoramento digital para o A1 (M1A1D) e um programa de comunalidade para padronizar peças entre o Exército e o Corpo de Fuzileiros Navais (M1A1HC). Melhorias na capacidade de sobrevivência, letalidade e proteção foram implementadas desde 2014, com manutenções e atualizações periodicas.

### Guerra do Iraque

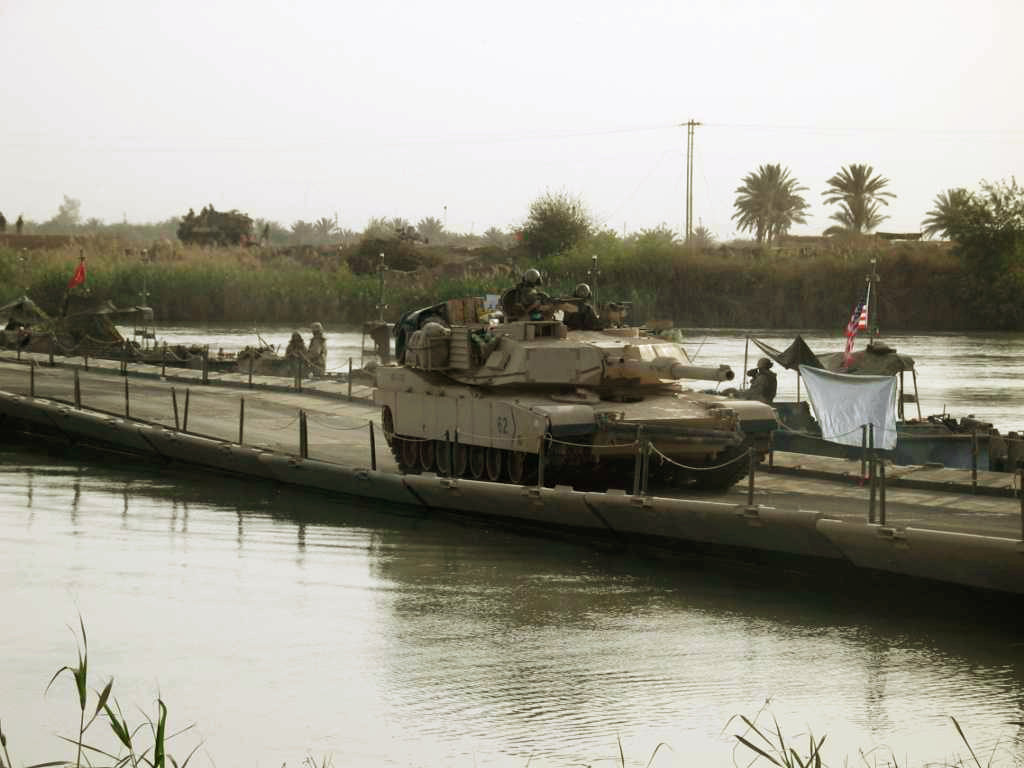
Um Abrams cruzando o rio eufrates no Objetivo Peach atravessando uma ponte flutuante construída pelo 299ª Companhia de Engenharia, atravessando uma ponte flutuante, em 2003

Em 2003, as forças dos Estados Unidos invadiram o Iraque e depuseram o líder iraquiano ba'athista Saddam Hussein na Guerra do Iraque durante a Operação Liberdade no Iraque. Algumas tripulação receberam armas antitanques portáteis M136 AT4 sob a suposição de que eles poderiam ter que enfrentar blindados pesados em áreas urbanas apertadas, onde o canhão principal não poderia ser utilizado. Durante a invasão, pelo menos nove Abrams foram colocados fora de ação devido a granadas lançadas por foguete (RPG) disparadas pelos iraquianos.
Uma conquista dos M1A1 foi a destruição de sete T-72 em uma escaramuça à queima-roupa (menos de 50 jardas, ou 46 metros) contra os iraquianos perto de Mahmoudiyah, uma cidade a cerca de 29 km ao sul de Bagdá, sem perdas sofridas. Isso ocorreu em face de tripulações de tanques iraquianos terem sido treinados inadequadamente, a maioria dos quais não havia disparado munição real no ano anterior devido às sanções e não acertavam nem quando disparavam à queima-roupa.

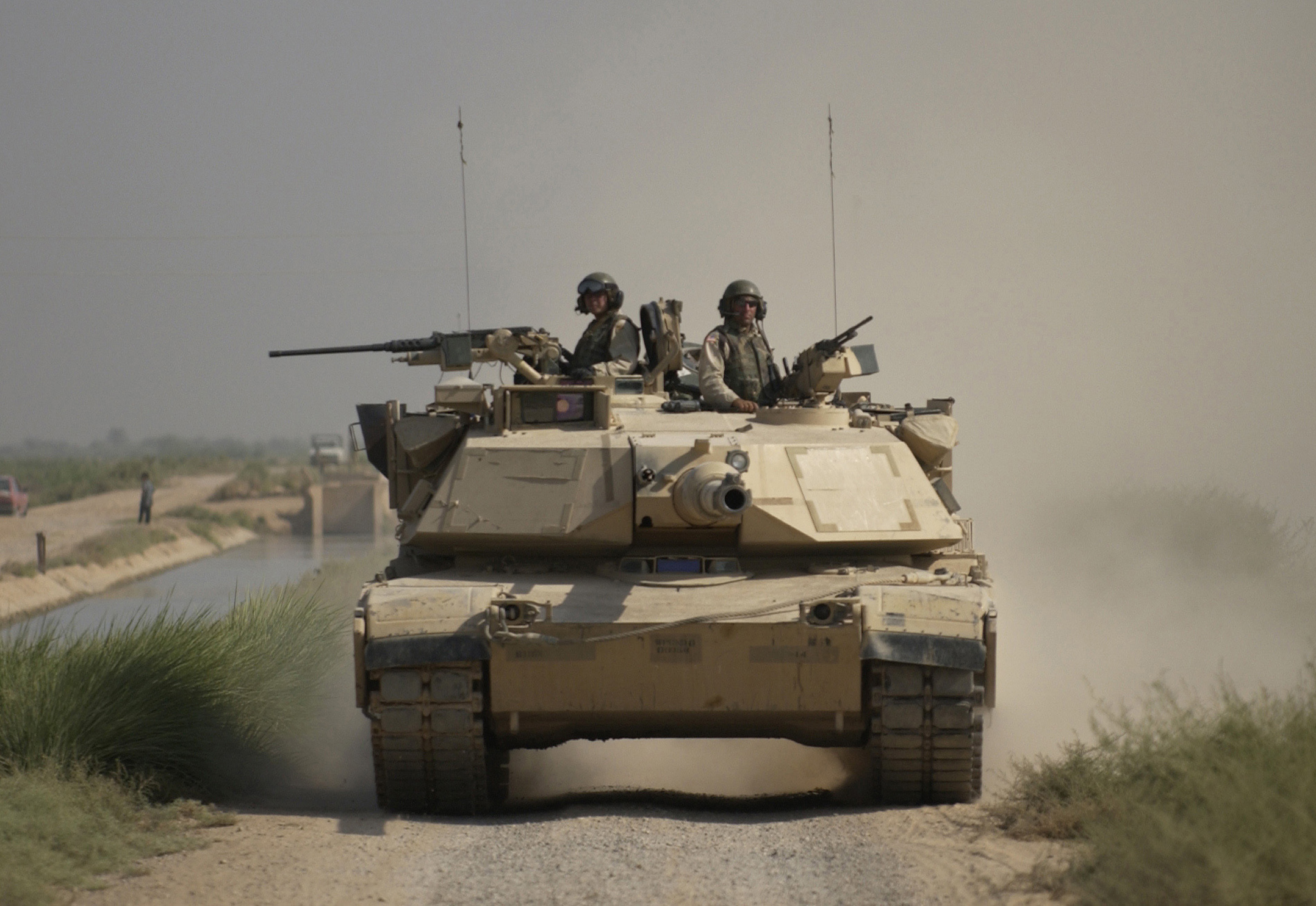
Um M1A1 realiza reconhecimento na província de Saladino, no Iraque, setembro de 2004.

Seguindo as lições aprendidas na Operação Tempestade no Deserto, os Abrams e muitos outros veículos de combate dos Estados Unidos usados no conflito foram equipados com modernos Painéis de Identificação de Combate (CIP) para ajudar a identificar o inimigo e reduzir situações de fogo amigo. Os CIPs foram montados nas laterais e na parte traseira da torre, com painéis planos equipados com uma imagem de "caixa" de quatro cantos em cada lado da frente da torre. Alguns tanques Abrams também foram equipados com um compartimento de armazenamento secundário na parte de trás da traseira da torre para permitir que a tripulação carregue mais suprimentos e pertences pessoais.
Vários tanques Abrams irrecuperáveis devido à perda de mobilidade ou outras circunstâncias foram destruídos por forças amigas, geralmente por outros tanques Abrams, para evitar sua captura. Alguns tanques Abrams foram incapacitados por soldados de infantaria iraquianos em emboscadas durante a invasão. Algumas tropas empregaram foguetes antitanque de curto alcance e dispararam contra as lagartas, por trás e por cima. Outros tanques foram colocados fora de ação por incêndios no motor quando o combustível inflamável armazenado externamente na parte de trás da torre era atingido por armas pequenas e derramava no compartimento do motor. Em março de 2005, aproximadamente 80 tanques Abrams foram forçados a sair de ação por ataques inimigos e 63 foram enviados de volta para os Estados Unidos para reparos, enquanto dezessete foram danificados em tal nível que não valia a pena mais reparar, com três deles apenas em 2003.

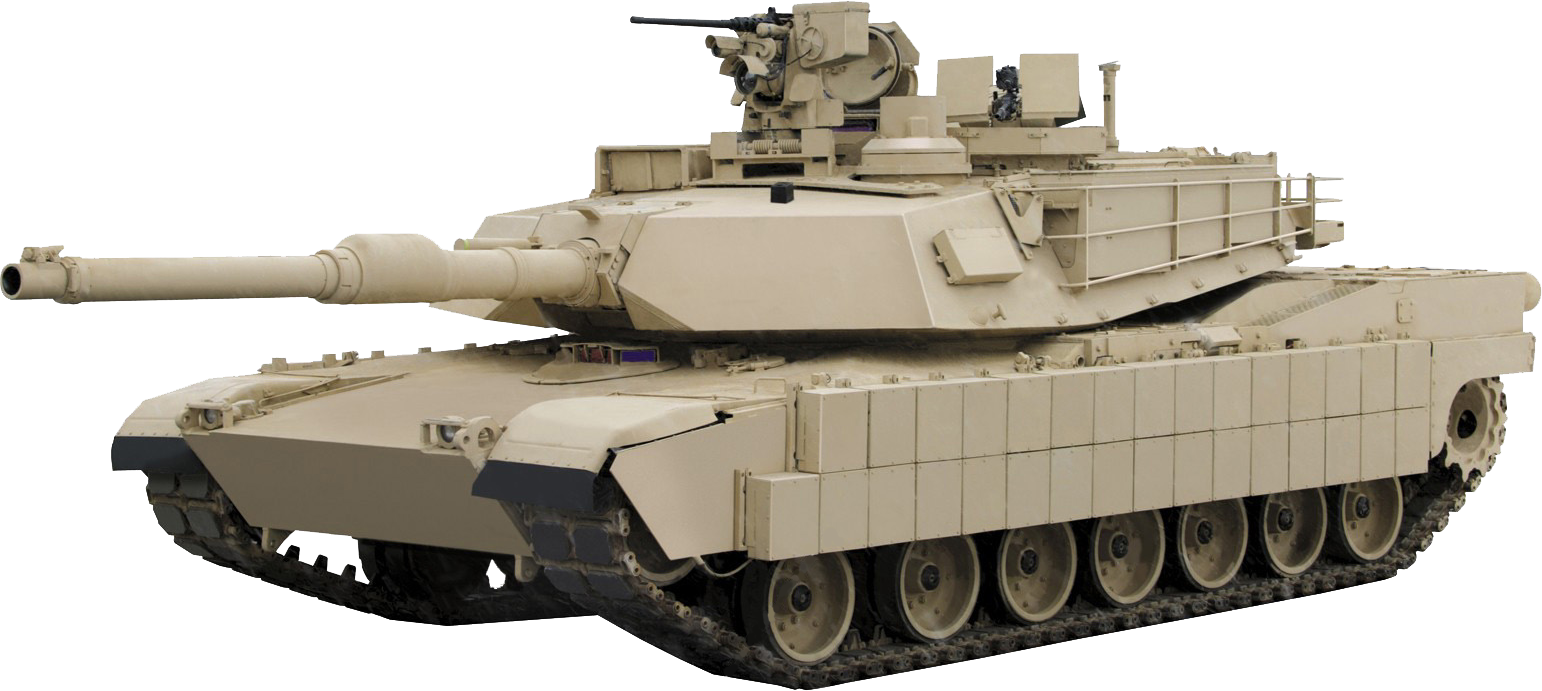
Um M1A2 Abrams com um protótipo do Tank Urban Survival Kit, uma atualização do sistema de blindagem e proteção, e a Estação Comum de Armas Operadas Remotamente (CROWS, em inglês), com uma metralhadora .50 na estação do comandante

Vulnerabilidades expostas durante o combate urbano na Guerra do Iraque foram concertados com a implementação das modificações do "Kit de Sobrevivência Urbana para Tanques" (ou TUSK), incluindo atualizações de blindagem e um escudo ao redor da arma secundária M2 Browning. Foi acrescentada proteção na parte traseira e lateral do tanque e melhorias foram implementadas na capacidade de combate e de sobrevivência em ambientes urbanos. Até dezembro de 2006, mais de 530 Abrams foram enviados de volta para os Estados Unidos do Iraque para reparos.
Em maio de 2008, foi relatado que um tanque M1 dos Estados Unidos também foi danificado no Iraque pelo disparo de um RPG-29 "Vampir", de fabricação soviética, feito por um insurgente, que utiliza uma ogiva de alta capacidade explosiva antitanque de carga tandem capaz de penetrar blindagens reativas (ERA), bem como a blindagem composta por debaixo dela. Os Estados Unidos consideraram o RPG-29 uma grande ameaça para a blindagem e se recusaram a permitir que o recém-formado exército iraquiano o comprasse, temendo que caísse nas mãos dos insurgentes.

### Serviço no exército iraquiano
Entre 2010 e 2012, os Estados Unidos forneceram 140 tanques M1A1 Abrams reformados ao novo governo do Iraque. Em meados de 2014, os Abrams iraquianos viram ação na luta contra o Estado Islâmico do Iraque e do Levante (EIIL) após a ofensiva do norte do Iraque em junho. Durante três meses, cerca de um terço dos tanques M1 do exército iraquiano foram danificados ou destruídos pelo EIIL e alguns foram capturados por forças inimigas. Até dezembro de 2014, o exército iraquiano tinha apenas cerca de 40 Abrams operacionais restantes. Naquele mês, o Departamento de Estado dos Estados Unidos aprovou a venda de mais 175 Abrams para o Iraque.

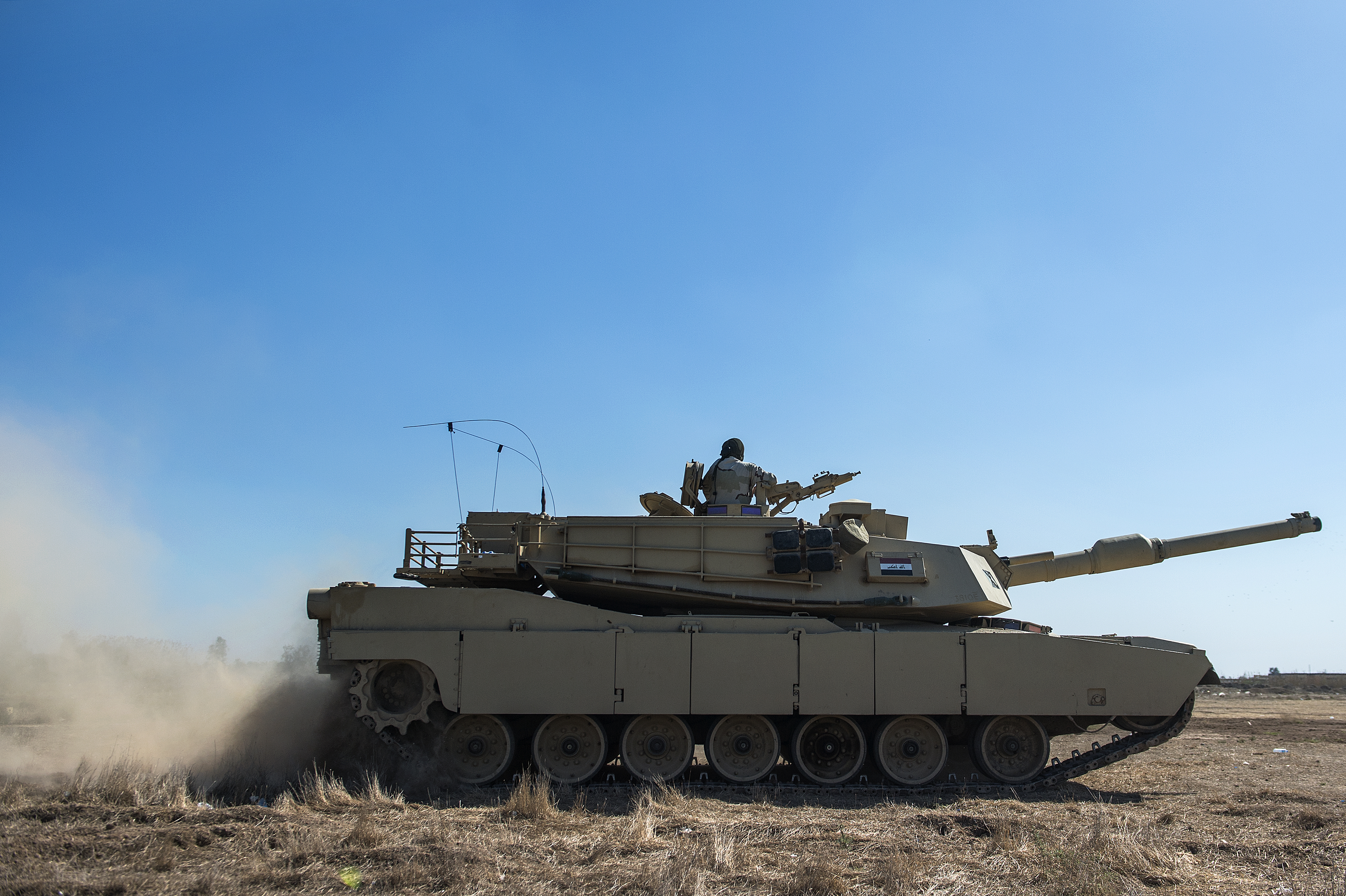
Um tanque do exército iraquiano em um exercício

Foi reportado que a milícia iraquiana Kata'ib Hezbollah, apoiada pelo Irã, operava alguns o M1 Abrams e divulgaram publicidade mostrando os tanques sendo transportados por caminhões para participar do Batalha de Mossul. Não se sabe se esses tanques foram capturados do Estado Islâmico, apreendidos do exército iraquiano ou entregues a eles por elementos corruptos das forças armadas.

### Guerra no Afeganistão
Os tanques tinham utilidade limitada no Afeganistão devido ao terreno montanhoso, embora o Canadá e a Dinamarca tenham deslocados para o país seus blindados Leopard 1 e Leopard 2 que foram especialmente modificados para operar nas condições relativamente planas e áridas do sudoeste do território afegão. Ao final de 2010, um pedido do Comando Regional Sudoeste, o Corpo de Fuzileiros Navais dos Estados Unidos deslocasse um pequeno destacamento de 14 tanques M1A1 Abrams da Companhia Delta, do 1º Batalhão de tanques da 1ª Divisão de Fuzileiros, ao sul do Afeganistão em apoio às operações nas províncias de Helmand e Kandahar.

### Guerra Civil no Iêmen
Após o começo da intervenção militar saudita no Iêmen durante a Guerra Civil Iemenita de 2015, a Arábia Saudita deslocou seus tanques M1A2 para sua fronteira sul. Em agosto de 2016, os Estados Unidos aprovaram um acordo para vender até mais 153 tanques Abrams para a Arábia Saudita, incluindo vinte que iriam substituir veículos que tinham sido danificados em batalha, sugerindo que alguns Abrams sauditas tinham de fato sido destruídos ou severamente danificados em combate no Iêmen.

### Invasão russa da Ucrânia
Em 24 de janeiro de 2023, Joe Biden, o presidente dos Estados Unidos, afirmou que ele liberou o envio de cerca de 31 blindados M1 Abrams para a Ucrânia para deter a invasão russa. O presidente Biden disse que o envio de tanques visava "aumentar a capacidade ucraniana de defender seu território e atingir seus objetivos estratégicos" e não era uma ameaça ofensiva à Rússia.

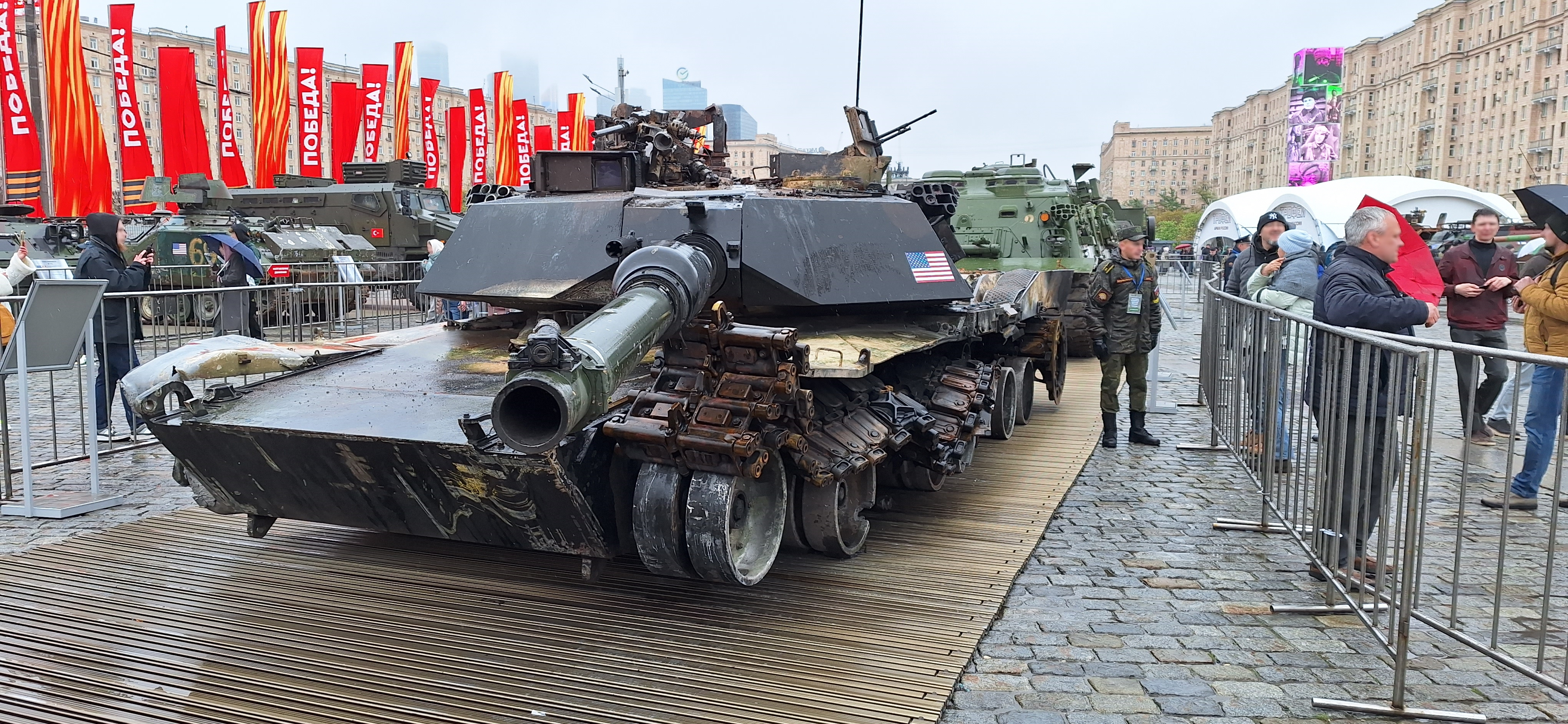
Uma carcaça de um M1A1 Abrams destruído, fornecido pelos Estados Unidos, em serviço ucraniano, em exibição no Parque da Vitória de Moscou, em 2024.

Em 25 de janeiro de 2023, o presidente Biden formalmente aprovou a transferência dos Abrams para o exército ucraniano como parte de um grande pacote de ajuda militar. A porta-voz do Pentágono, Sabrina Singh, especificou que os tanques seriam a variante M1A2 e, como não estavam disponíveis em excesso nos estoques dos Estados Unidos, seriam comprados por meio da Iniciativa de Assistência à Segurança da Ucrânia (USAI). Em 25 de setembro, o presidente ucraniano Volodymyr Zelensky anunciou a chegada dos primeiros M1 Abrams dos Estados Unidos para a Ucrânia, sem mencionar um número exato, embora o website Politico afirmou que cerca de dez tanques teriam chegado. Estes veículos haviam sido retirados dos armazéns do Corpo de Fuzileiros Navais dos Estados Unidos, que deveriam ser enviados "durante o outono".
As primeiras imagens de um M1A1 em uso na Ucrânia apareceram em novembro de 2023, mostrando o blindado perto da cidade de Kupiansk. Entre fevereiro e julho de 2024, a Ucrânia já havia perdido cerca de dez dos trinta e um tanques Abrams que receberam, incluindo um que foi capturado pela Rússia e exibido como troféu de guerra em Moscou em maio de 2024. Em abril de 2024, autoridades do Pentágono relataram que os Abrams da Ucrânia haviam sido retirados de serviço de linha de frente temporariamente. O uso russo de drones hunter killer tornou "muito difícil" operar os tanques no campo de batalha atual com "solo lamacento dificultando a manobrabilidade".

### A produção é reduzida

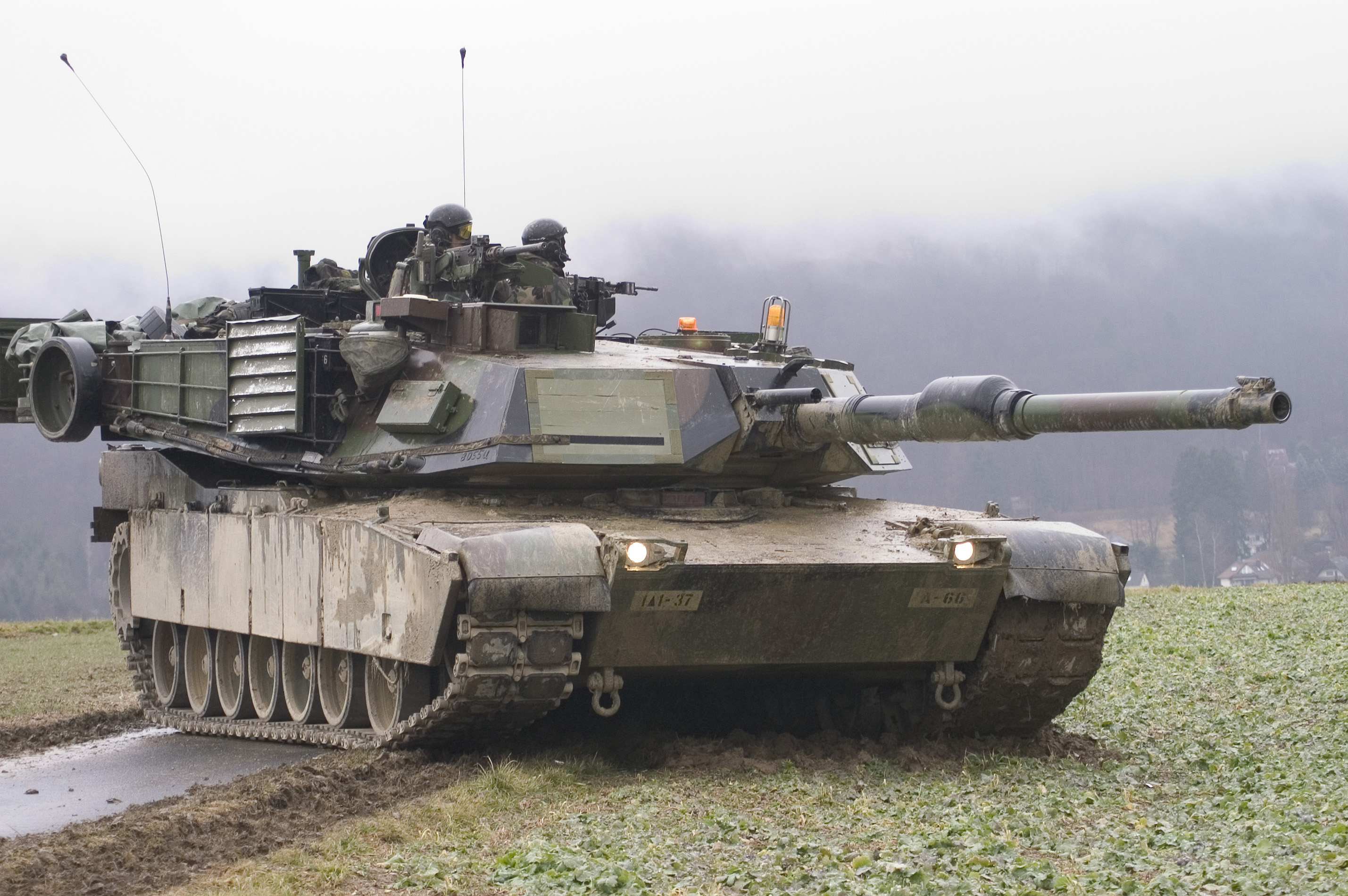
Um M1A1 americano em 2005 num exercício de treinamento na Alemanha

Os Estados Unidos planejou encerrar a produção em sua fábrica em Lima, Ohio entre 2013 e 2016 para poupar mais de US$ 1 bilhão de dólares; seria reiniciado em 2017 para atualizar os tanques existentes. A General Dynamics Land Systems (GDLS), que opera a fábrica, se opôs à mudança, argumentando que a suspensão das operações aumentaria os custos de longo prazo e reduziria a flexibilidade. Especificamente, a GDLS estimou que fechar a fábrica custaria US$ 380 milhões e reiniciar a produção custaria US$ 1,3 bilhão.
Até agosto de 2013, o Congresso dos Estados Unidos alocou US$ 181 milhões para a compra de peças e atualização dos sistemas Abrams para mitigar os riscos da base industrial e sustentar o desenvolvimento e a capacidade de produção. O Congresso e a General Dynamics foram criticados por redirecionar dinheiro para manter as linhas de produção abertas e acusados de "forçar o Exército a comprar tanques de que não precisava". A General Dynamics afirmou que uma paralisação de quatro anos custaria US$ 1,1–1,6 bilhões para reabrir a linha, dependendo da duração do desligamento, se as máquinas seriam mantidas em funcionamento e se os componentes da fábrica seriam completamente removidos.
O governo e a GM argumentaram que essa movimentação era para atualizar as unidades da Guarda Nacional do Exército para expandir uma "frota pura" e manter a produção de subcomponentes "insubstituíveis" identificados. Uma paralisação prolongada poderia fazer com que seus fabricantes perdessem a capacidade de produzi-los e as vendas de tanques estrangeiros não garantiam manter as linhas de produção abertas. Ainda havia risco de lacunas de produção, mesmo com a produção estendida até 2015. Com os fundos concedidos antes da necessidade de recapitalização, as pressões orçamentárias podiam levar a novas atualizações planejadas para o Abrams de 2017 a 2019. Em dezembro de 2014, o Congresso novamente alocou US$ 120 milhões, contra a vontade do Exército, para atualizações do Abrams, incluindo melhorar o consumo de combustível integrando uma unidade de energia auxiliar (APU) para diminuir o consumo de combustível em tempo ocioso e atualizar as miras e sensores do tanque.
No final de 2016, a produção e reforma de tanques caiu para uma taxa de um por mês, com menos de 100 trabalhadores no local. Em 2017, o governo Trump ordenou o aumento da produção militar, incluindo a produção e o emprego de Abrams. Em 2018, foi relatado que o Exército ordenou a reconstrução de 135 tanques de acordo com novos padrões, com emprego de mais de 500 trabalhadores e com expectativa de aumentar para 1 000 pessoas posteriormente.

### Planos futuros

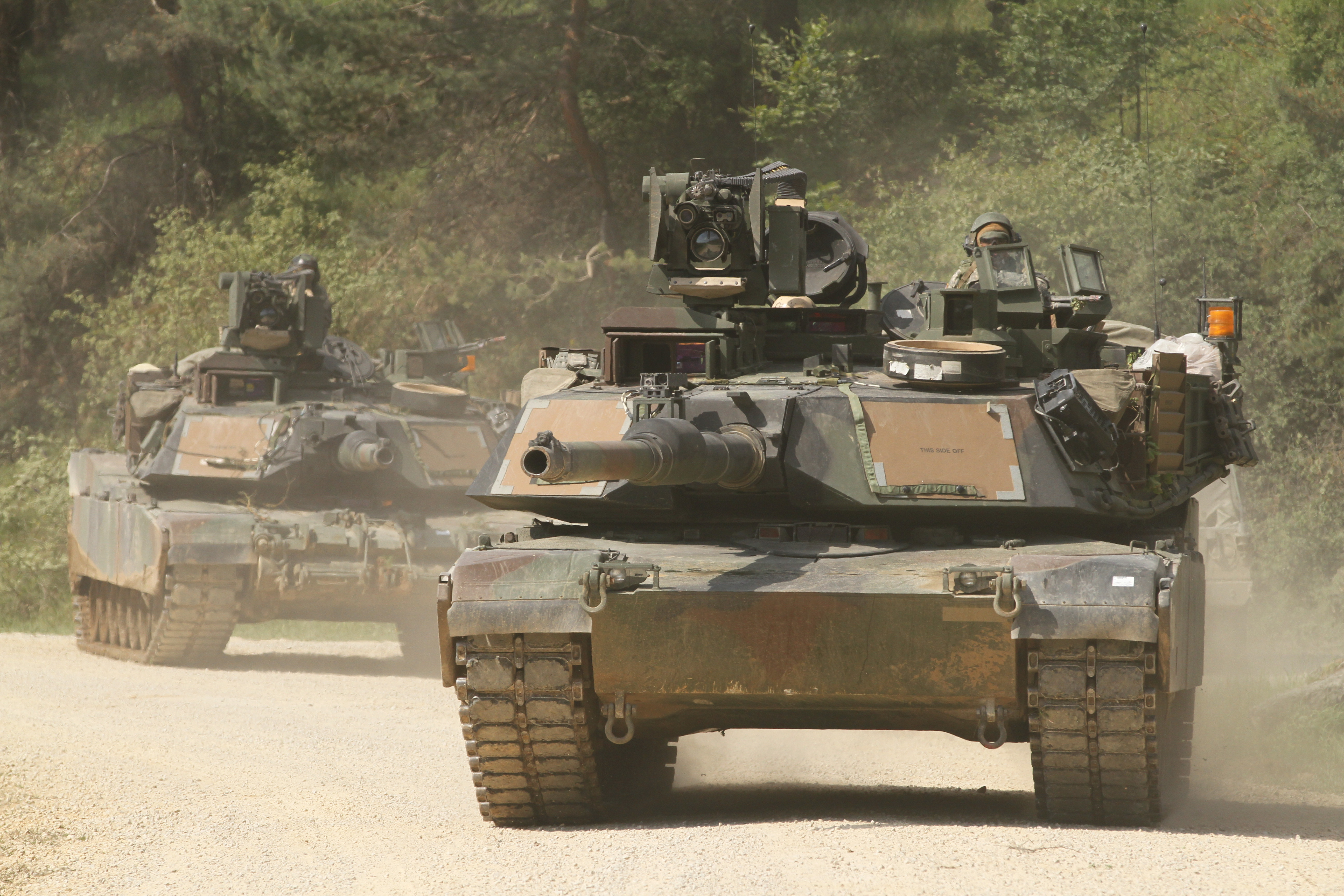
Tanques Abrams do 2º Batalhão, 5º Regimento de Cavalaria da 1ª Divisão de Cavalaria do exército dos Estados Unidos

Durante as décadas de 1980 e 90, o Bloco III dos tanques principais de batalha do programa "Modernização de Sistemas Blindados" (ASM) foi inicialmente concebido para substituir a família de tanques M1 Abrams ainda nos anos 90. O projeto tinha uma torre não tripulada com um canhão principal de 140 mm, bem como proteção aprimorada. O fim das hostilidades da Guerra Fria causou o encerramento do programa. O blindado M8 Armored Gun System foi concebido como um possível complemento para o Abrams para serviço no exército americano para conflitos de baixa intensidade no início na década de 1990. Protótipos foram feitos, mas o programa foi posteriormente cancelado. O M1128 Mobile Gun System, de oito rodas, foi projetado para complementar o serviço Abrams nos Estados Unidos para conflitos de baixa intensidade. Este veículo foi introduzido no serviço ativo no começo dos anos 2000 e serve com as brigadas Stryker.
Entre 2003 e 2009, os Estados Unidos desenvolveu o que chamaram de Future Combat Systems, que iria criar toda uma nova família de veículos blindados para as forças armadas. O blindado XM1202 Mounted Combat System seria o tanque que substituiria o Abrams para o exército e estava em desenvolvimento quando o financiamento do programa foi cortado do orçamento do Departamento de Defesa em 2010.
O Engineering Change Proposal 1 (ECP, ou "Proposta de Mudança de Engenharia") é um processo de atualização em duas partes. O ECP1A acrescentou melhorias de espaço, peso e potência e proteção ativa contra dispositivos explosivos improvisados. Nove protótipos do ECP1A foram produzidos até outubro de 2014. Já o ECP1B, que começou seu desenvolvimento em 2015, incluiu atualizações de sensores e a convergência de vários recursos de munições de tanque em uma munição multiuso.
Em 2011, o Exército antecipou que a frota M1A1 restante permaneceria em serviço nos Estados Unidos até pelo menos 2021, enquanto o M1A2 iria além de 2050. A Guarda Nacional do Exército dos Estados Unidos deverá continuar a utilizar o M1A1 por mais tempo, prazo indeterminado; de fato, havia demorado até 1997 para o M60A3 ser aposentado pela Guarda Nacional, ao contrário do exército, que havia feito a transição completa para o M1 no final de 1990.
Até 2020, o Corpo de Fuzileiros Navais tinha perseguido um plano de reestruturação da força chamado Force Design 2030. Segundo este programa, todos os batalhões de tanques da Marinha dos Estados Unidos foram desativados e seus tanques M1A1 transferidos para o Exército até 2021. No futuro, qualquer necessidade que o Corpo de Fuzileiros Navais encontrar de blindagem pesada seria atendida pelo exército.
O Exército dos Estados Unidos está avaliando um substituto para o M1 Abrams como parte do programa Next Generation Combat Vehicle (NGCV, ou "Veículo de combate de próxima geração"), conhecida como Plataforma de Letalidade Decisiva (DLP).

## Design

### Contramedidas

#### Camuflagem

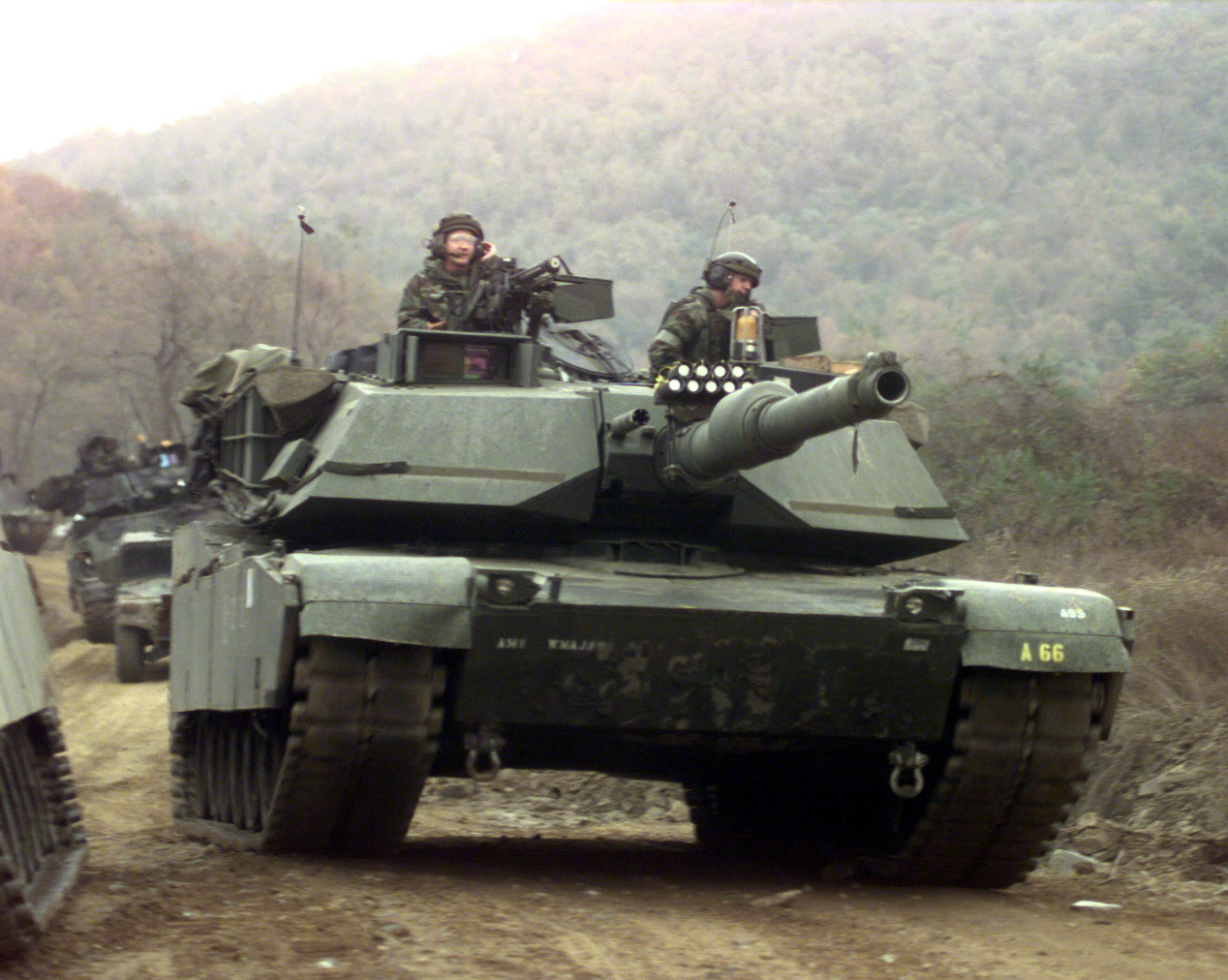
Um M1A1 durante um exercício de treinamento Foal Eagle em 1998 na Coreia do Sul, com seu esquema de pintura verde único de fábrica

Os primeiros veículos militares dos Estados Unidos, usados da Primeira Guerra Mundial até a Guerra do Vietnã, usavam um esquema de "oliva monótono", geralmente com grandes estrelas brancas. Protótipos, modelos de produção inicial M1 (canhão de 105 mm) e modelos M1-IP mudaram para um esquema de pintura verde floresta plana. As grandes estrelas com insígnias brancas também passaram para marcações pretas muito menores. Algumas unidades pintaram seus M1s com o antigo Comando de Pesquisa e Design de Equipamentos de Mobilidade (MERDC) em um esquema de quatro cores mas os requisitos de entrega para esses tanques exigiam repintá-los para o verde floresta geral. Portanto, embora um grande número do modelo básico M1s tenha sido camuflado no campo, poucos ou nenhum existe hoje.
Os M1A1s vieram da fábrica com a camuflagem de três cores da OTAN, preto/verde-médio/marrom-escuro de revestimento resistente a agentes químicos (CARC). Atualmente, os M1A1s recebem a pintura de três cores da OTAN durante as reconstruções. M1s e M1A1s utilizados na Operação Tempestade no Deserto utilizavam uma distinta camuflagem de deserto. Alguns desses tanques foram repintados de acordo com o esquema de pintura "autorizado". Os M1A2s construídos para países do Oriente Médio são pintados com cores de deserto, similar a areia. Peças de reposição (rodas, painéis de saia blindada, rodas dentadas, etc) são pintadas de verde oliva, o que às vezes pode levar a veículos com uma colcha de retalhos de partes verdes e bronzeadas do deserto.
Os M1A1s australianos foram entregues com camuflagem de deserto mas passaram por uma transição para o padrão de veículos do exército australiano chamado de Disruptive Pattern Camouflage (camuflagem disruptiva), um esquema que consiste em preto, verde-oliva e marrom.

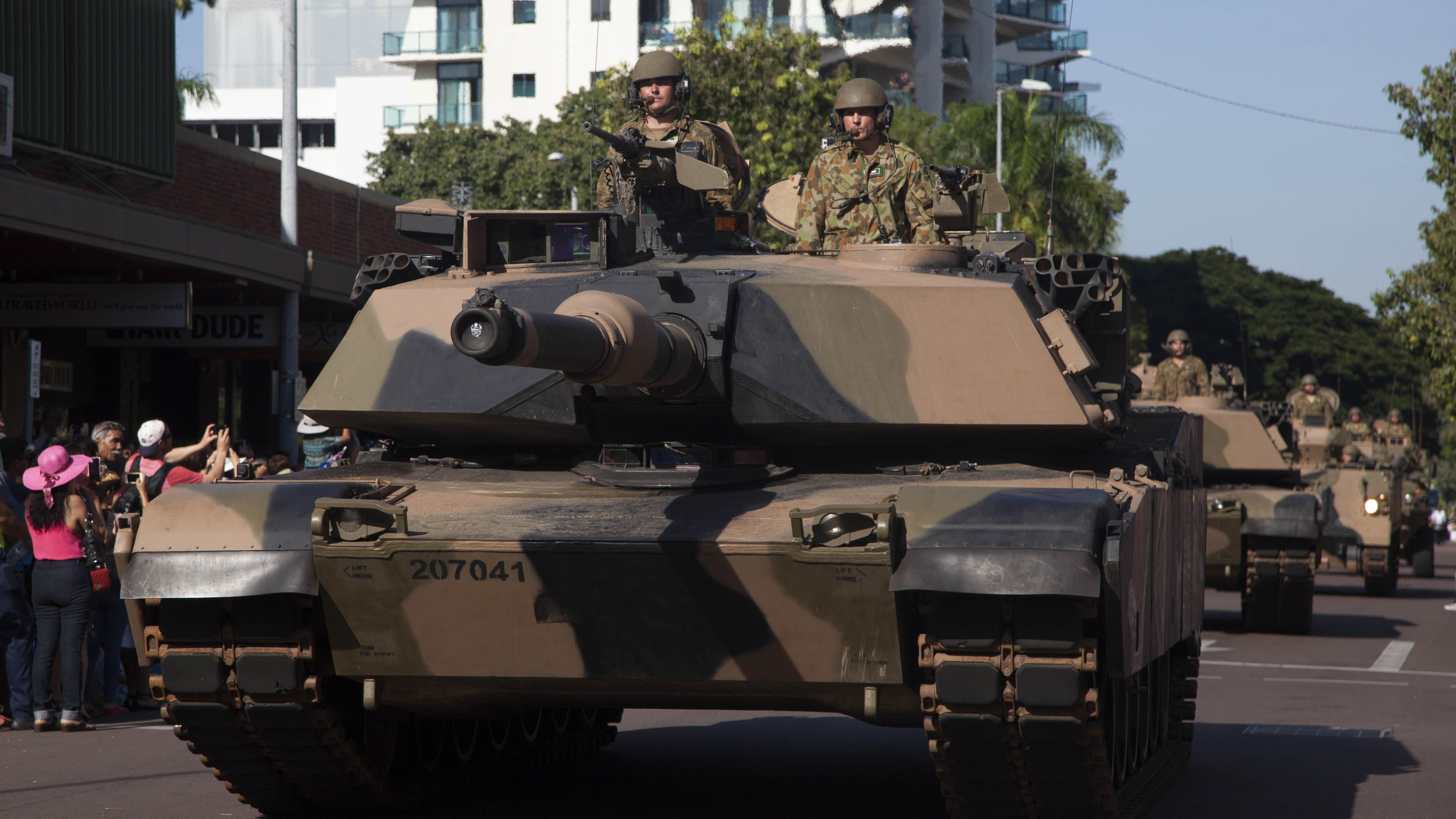
O M1A1 na "Camuflagem de Padrão Disruptivo" do Exército Australiano, usado para veículos e materiais

O Exército dos Estados Unidos pode equipar seus tanques Abrams com o sistema de camuflagem Saab Barracuda, que fornece ocultação contra detecção visual, infravermelha, infravermelha térmica e radar de banda larga.

#### Ocultação
A torre é equipada com dois lançadores de granadas de fumaça M250 de seis canos (M1A1 dos fuzileiros navais americanos usavam uma versão de oito canos), com um de cada lado. Quando usados, as granadas explodem no ar, criando uma fumaça espessa que bloqueia visualmente e com imagem térmica. O motor também é equipado com um gerador de fumaça que é acionado pelo motorista. Quando ativado, o combustível é pulverizado no escapamento quente da turbina, criando uma fumaça espessa. Devido ao risco de incêndio, no entanto, este sistema às vezes é desativado.

#### Blindagem
Em julho de 1973, representantes da Chrysler e da General Motors viajaram até o Reino Unido e foram conduzidos pelo pessoal do Laboratório de Pesquisa Balística e pelo major-general Robert J. Baer do projeto XM1 para testemunhar o desenvolvimento da blindagem Chobham. Eles observaram os processos de fabricação necessários para a produção da blindagem Chobham, que era um arranjo de placas metálicas, blocos cerâmicos e espaço aberto; e viram um projeto proposto para um novo veículo britânico utilizando-o.

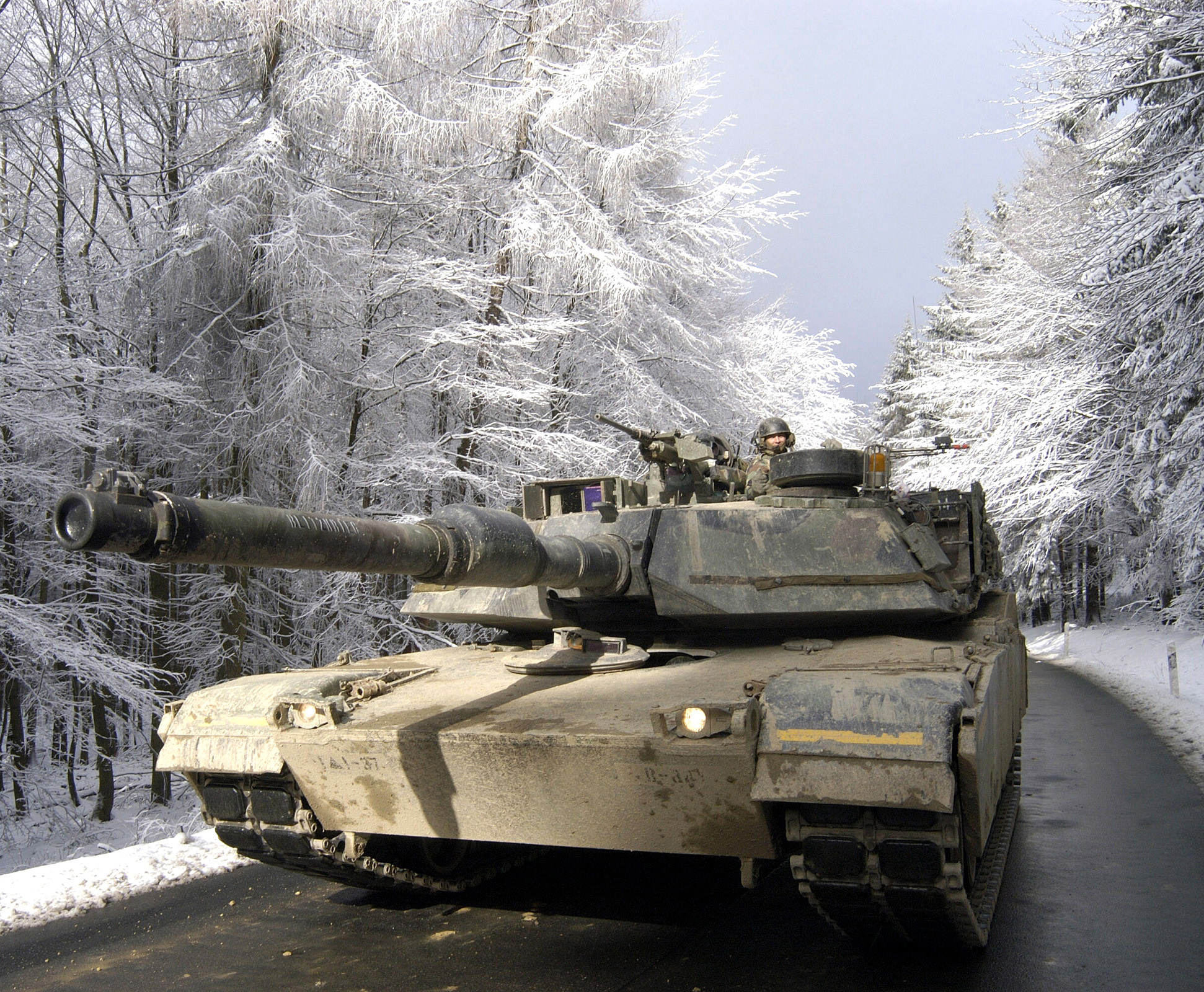
Um M1A1 Abrams atravessando a cordilheira de Taunus, ao norte de Frankfurt, durante um exercício de treinamento em fevereiro de 2005.

Munições explosivas (HEAT) e sabot penetram nas camadas externas da blindagem mas são incapazes de penetrar no compartimento da tripulação. A cerâmica tem a capacidade de absorver uma grande quantidade de calor e pode amortecer golpes físicos ao quebrar e desviar a força. Os gases quentes restantes e estilhaços de metal se espalham ou se acomodam em bolsões de ar vazios. Ambas as empreiteiras reavaliaram suas configurações de blindagem propostas com base nos dados recém-obtidos. Isso levou a grandes mudanças no General Motors XM1, a mais proeminente das quais é a mudança da frente da torre de blindagem vertical para inclinada. O Chrysler XM1, por outro lado, manteve sua forma básica, embora várias mudanças tenham sido feitas. O Laboratório de Pesquisa Balística teve que desenvolver novas combinações de blindagem para acomodar as mudanças feitas pelos contratantes.
Semelhante à maioria dos outros tanques de guerra, o M1 Abrams apresenta blindagem composta apenas no aspecto frontal do casco. No entanto, a torre do Abrams apresenta blindagem composta na frente e nas laterais. Além disso, as saias laterais da metade frontal do casco também são feitas de compósito, proporcionando proteção balística superior contra munições de energia química, como projéteis HEAT. A composição da blindagem composta do Abrams consiste em placas de blindagem reativa não-explosiva (NERA) entre chapas de aço convencionais. O sistema de placas NERA possui características elásticas, permitindo que elas flexionem e distorçam após a perfuração, interrompendo os jatos penetrantes de cargas moldadas e fornecendo mais material e espaço para uma munição cinética passar, proporcionando assim maior proteção em comparação com a blindagem de aço convencional de peso semelhante. Para o modelo básico M1 Abrams, Steven Zaloga descreveu no seu livro M1 Abrams Main Battle Tank 1982–1992 (1993) que a blindagem frontal tenha 350 mm contra munição estabilizada por aleta perfurante de sabot descartável (APFSDS) e 700 mm contra ogivas anti-tanques de alto-explosivo (HEAT). Já no livro M1 Abrams vs T-72 Ural (2009), Zaloga usou estimativas soviéticas de 470 mm contra APFSDS e 650 mm contra munições HEAT em modelos básicos do Abrams. Ele também deu estimativas soviéticas para o M1A1, de 600 mm contra APFSDS e 700 mm contra HEAT.

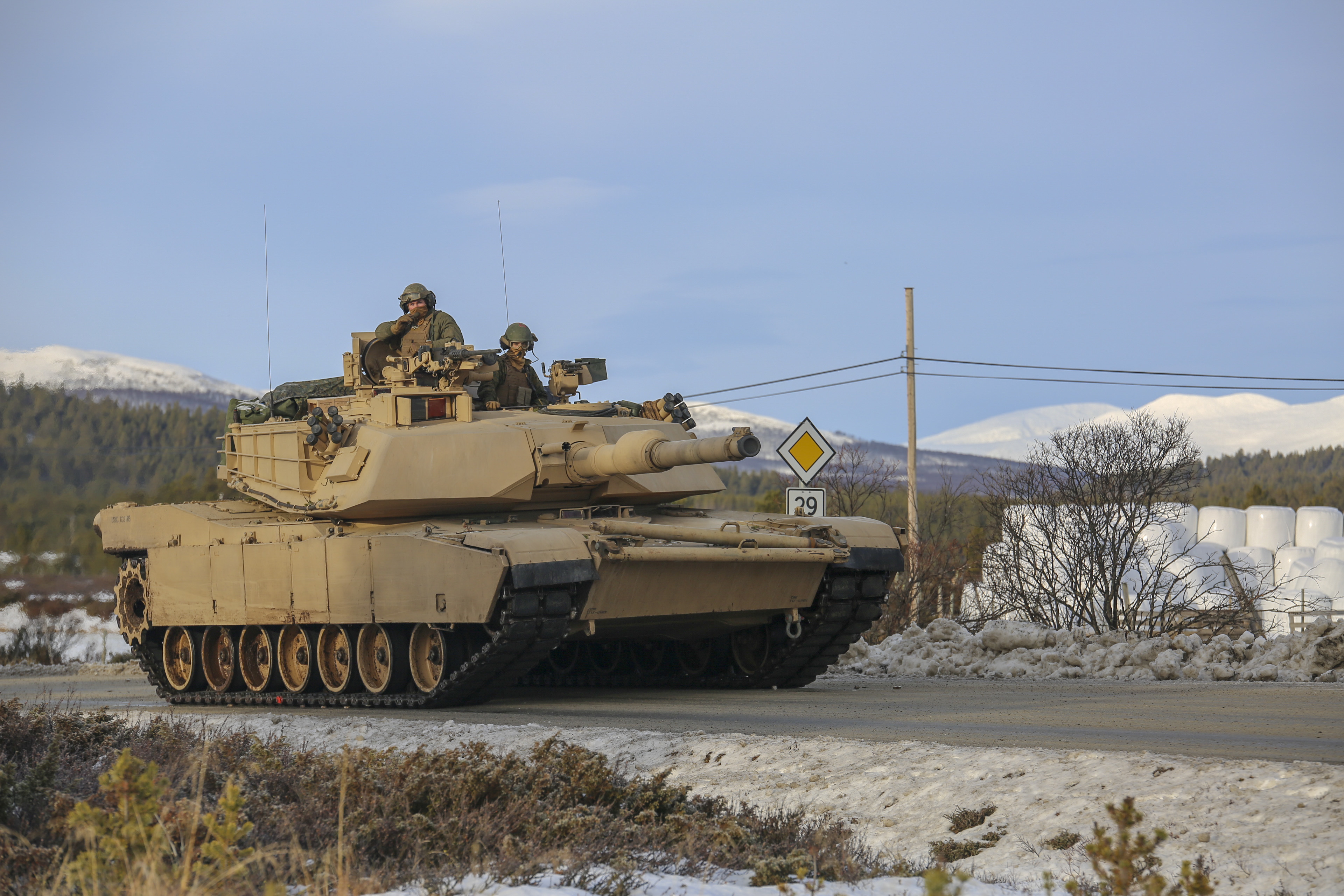
Fuzileiros navais dos Estados Unidos com o 2º Batalhão de Tanques da 2ª Divisão de Fuzileiros, avançando em seu objetivo oriental defendido por forças espanholas opostas durante o Exercício Trident Juncture 18 perto de Dalholen, na Noruega, em 3 de novembro de 2018

A proteção da blindagem foi aprimorada com a implementação de uma nova blindagem especial incorporando urânio empobrecido e outros materiais e layouts não revelados. Isso foi introduzido na produção do M1A1 a partir de outubro de 1988. Essa nova blindagem aumentou a blindagem efetiva, particularmente contra munições de penetração por energia cinética mas à custa de adicionar peso considerável ao tanque, pois o urânio empobrecido é 1,7 vezes mais denso que o chumbo.
Os primeiros tanques M1A1 a receber estas atualizações na blindagem foram tanques estacionados na Alemanha. Batalhões de tanques baseados nos Estados Unidos que participam de Guerra do Golfo receberam um programa de emergência para atualizar seus tanques com blindagem de urânio empobrecido imediatamente antes do início da campanha. Os tanques M1A2 incorporam uniformemente blindagem de urânio empobrecido e todos os tanques M1A1 em serviço ativo também foram atualizados para esse padrão. Esta variante foi designada como M1A1HA (HA significa "Heavy Armor", ou blindagem pesada).
O M1A1 AIM, o M1A2 SEP e todos os modelos subsequentes do Abrams possuem urânio empobrecido no casco e na blindagem da torre. Cada variante do Abrams após o M1A1 foi equipada com blindagem de urânio empobrecido de diferentes gerações. O M1A1HA usa blindagem de primeira geração, enquanto o M1A2 e o M1A1HC usam urânio empobrecido de segunda geração. As variantes M1A2 SEP foram equipadas com blindagem de urânio empobrecido de terceira geração combinada com um revestimento de grafite. O M1A2C também apresenta blindagem de torre de linha de visão física aumentada. Para o M1A1HA, essa nova blindagem reforçada quase que dobrou a proteção do Abrams. A variante M1A2 SEPV3 aumentou a espessura LOS da torre e blindagem frontal do casco; a proteção total da blindagem contra esse aumento não é conhecida.
Em 1998, um programa foi iniciado para incorporar blindagem lateral da torre melhorada no M1A2. O objetivo era oferecer melhor proteção contra granadas propelidas por foguetes mais modernas do que o RPG-7 básico. Esses kits foram instalados em cerca de 325 tanques M1A2 mais antigos em 2001-2009 e também foram incluídos em tanques atualizados. O Abrams também pode ser equipado com blindagem reativa explosiva sobre as saias das lagartas, se necessário (como o kit de sobrevivência urbano) e blindagem de ripas (ou gaiola) na parte traseira do tanque e células de combustível traseiras para proteger contra mísseis antitanque. A proteção contra lascas é fornecida por um revestimento kevlar.

#### Controle de danos

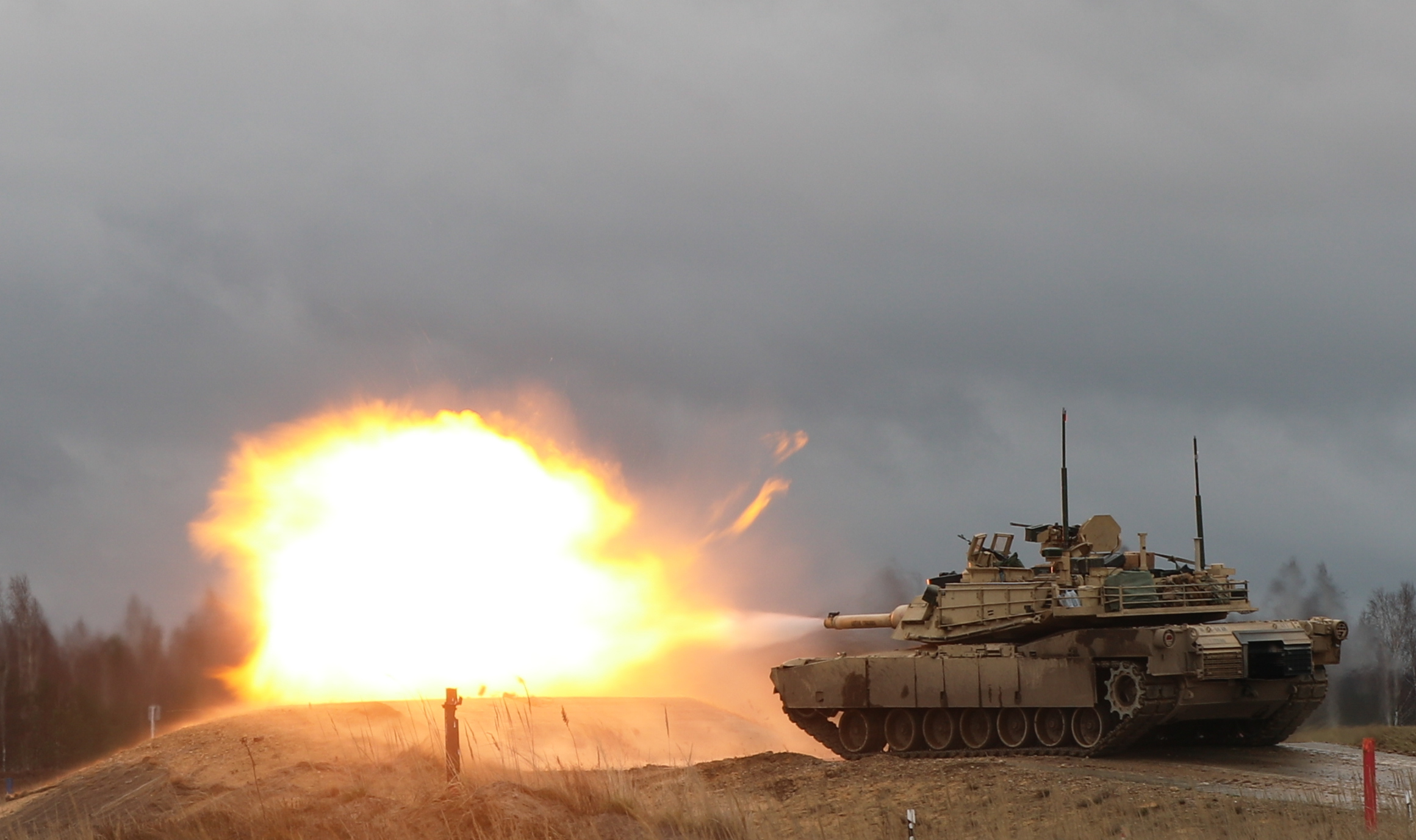
Um M1A2 disparando seu canhão de 120 mm

O tanque possui um sistema de combate a incêndio de halon para extinguir automaticamente os incêndios no compartimento da tripulação. O compartimento do motor possui um sistema de combate a incêndio que é acionado puxando uma alça em T localizada no lado esquerdo do casco. O gás Halon pode ser perigoso para a tripulação. No entanto, a toxicidade do gás Halon 1301 na concentração de 7% é muito menor do que os produtos de combustão produzidos pelo fogo no compartimento da tripulação e a descarga de CO2 seria letal para a tripulação.
O compartimento da tripulação também contém pequenos extintores de incêndio. Combustível e munição são armazenados em compartimentos blindados com painéis de explosão destinados a proteger a tripulação do risco da própria munição do tanque queimar (explodir) se o tanque for danificado. A munição da arma principal é armazenada na seção traseira da torre, com portas anti-explosão que se abrem sob força deslizando para o lado apenas para remover um cartucho para disparo e depois fecham automaticamente. A doutrina determina que a porta de munição deve ser fechada antes de armar a arma principal.

#### Tank Urban Survival Kit

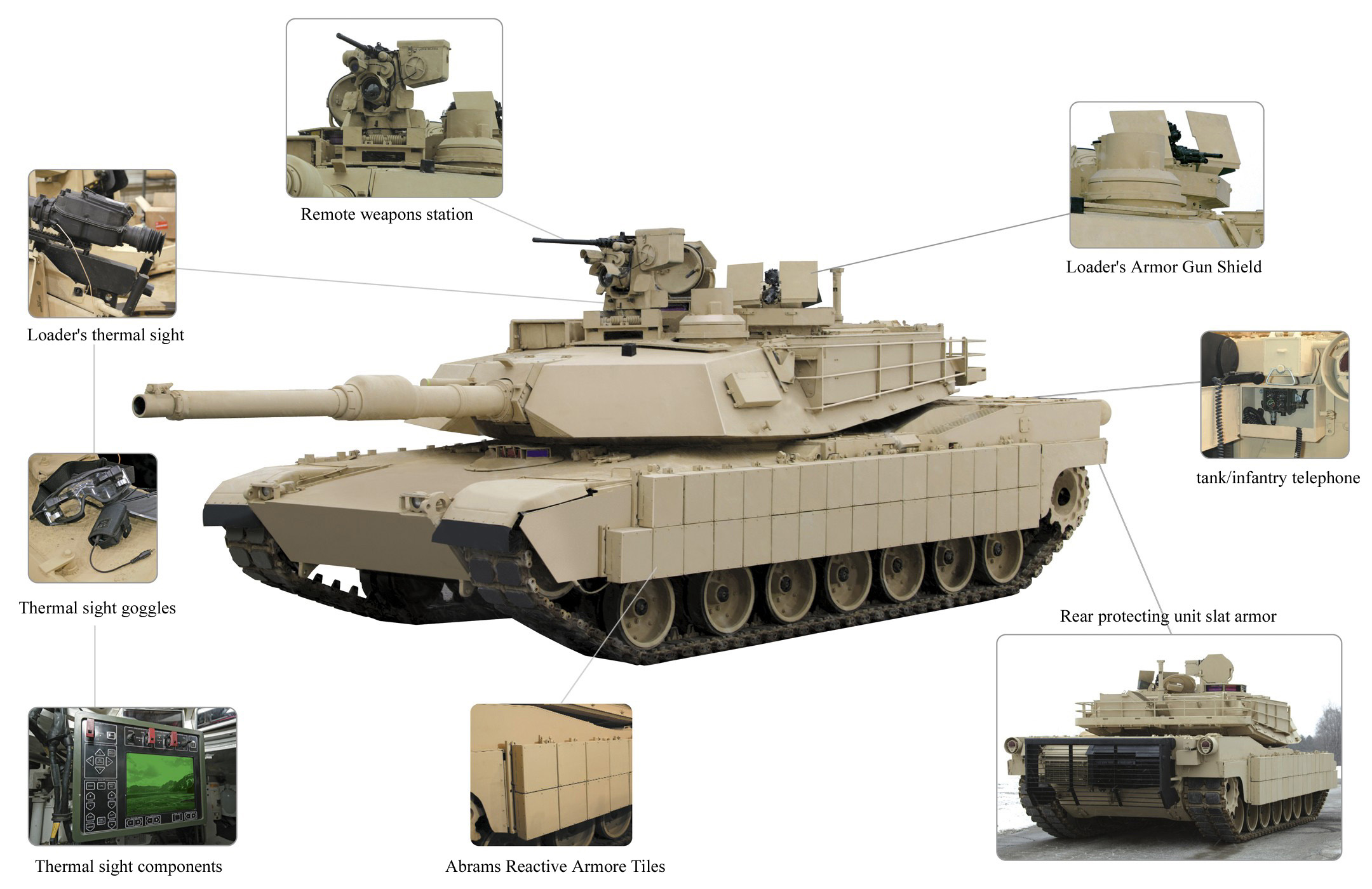
A M1A2 equipado com o TUSK ("kit de sobrevivência urbana para tanques"), que inclui sistemas eletrônicos de defesa e blindagem reativa.

O Tank Urban Survival Kit (TUSK, ou "Kit de sobrevivência urbana para tanques") é uma série de aprimoramentos no M1 Abrams destinados a melhorar a capacidade de combate em ambientes urbanos. Historicamente, os campos de batalha urbanos e outros próximos têm sido lugares ruins para os tanques lutarem. A blindagem frontal de um tanque é muito mais forte do que as laterais, superior ou traseira. Em um ambiente urbano, os ataques podem vir de qualquer direção, e os atacantes podem chegar perto o suficiente para atingir pontos fracos de forma confiável na blindagem do tanque ou obter elevação suficiente para atingir a blindagem superior.
Os aprimoramentos na blindagem incluíram a adição de blindagem reativa nas laterais do tanque e blindagem de gaiola (similar ao do Stryker) na traseira para proteger contra granadas lançadas por foguete (RPG) e outras ogivas de carga. Um "Escudo de Blindagem Transparente" e um sistema de mira térmica foram adicionados à metralhadora M240B de 7,62 mm montada na parte superior do carregador e uma torreta remota do Kongsberg Gruppen carregando uma metralhadora de 12,7 mm (de calibre .50), que também são vistos no Stryker, foi colocado para remover a metralhadora manual do comandante, onde ele tinha que se expor para disparar a arma. Um telefone externo permite que a infantaria de apoio se comunique com o comandante do tanque.

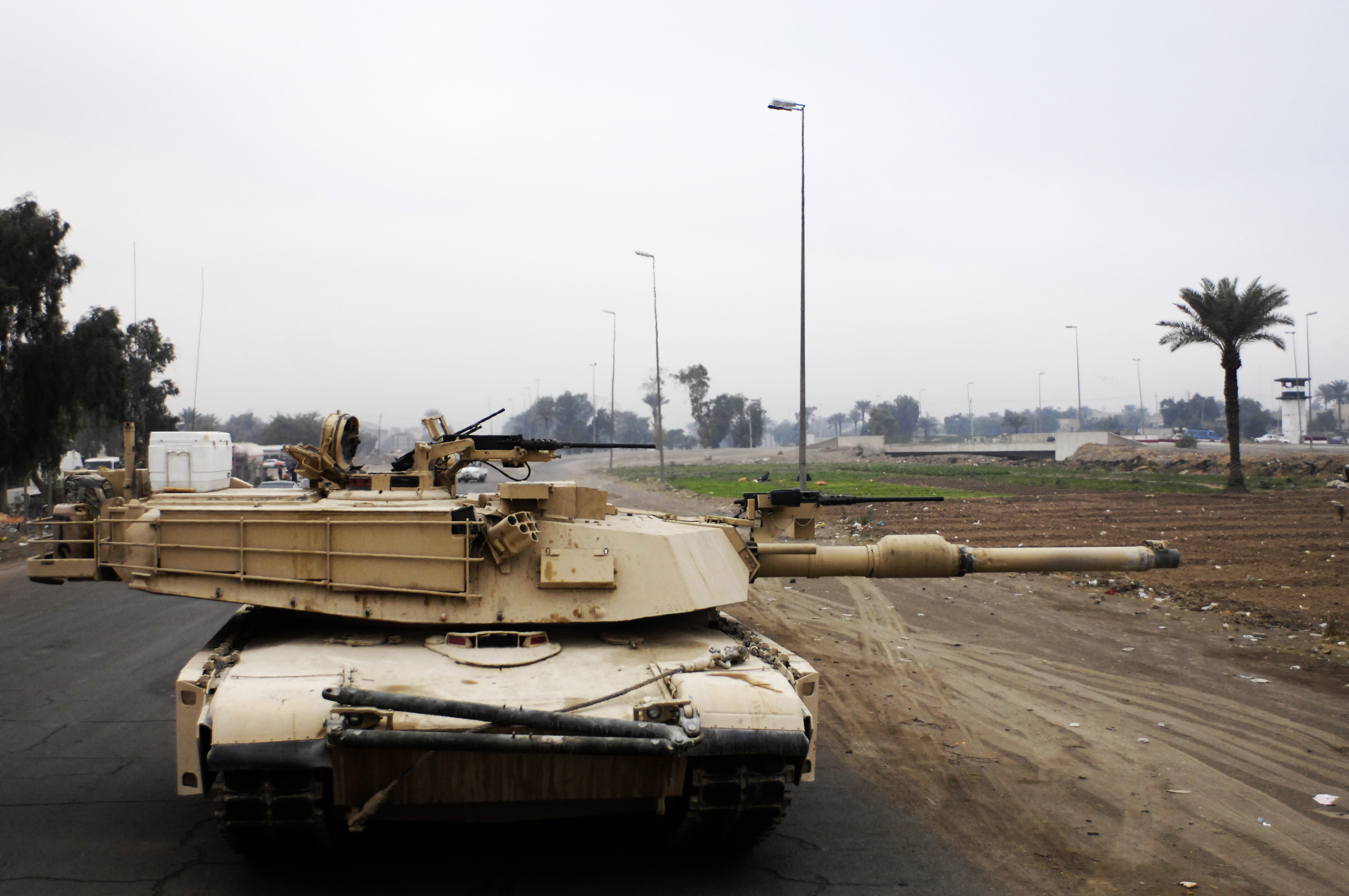
Um M1A1 Abrams com um o sistema Abrams Integrated Management (AIM) e o Tank Urban Survivability Kit (TUSK) conduzindo uma patrulha em Bagdá, em 2007

O sistema TUSK é um kit instalável em campo que permite que os tanques sejam atualizados sem a necessidade de serem recolhidos a um depósito de manutenção. Embora a blindagem reativa possa não ser necessária na maioria das situações, como as presentes em uma guerra de manobra, itens como a blindagem traseira, o escudo da arma do carregador, um telefone de infantaria (para que o comandante fale com alguém que está fora do tanque) e uma estação de arma remota de 12,7 mm (calibre .50), que foi instalado em quase todos os veículos da frota americana.
Em agosto de 2006, General Dynamics Land Systems recebeu uma encomenda do exército dos Estados Unidos por 505 tanques com o sistema TUSK para operações no Iraque, com o contrato valendo US$ 45 milhões de dólares. A maioria das entregas foram concluídas até abril de 2009. Sob um pedido separado, o exército concedeu à General Dynamics Armament and Technical Products (GDATP) um contrato de US$ 30 milhões para produzir kits de blindagem reativa para equipar os M1A2. As telhas reativas para o M1 foram produzidas localmente na Burlington Technology Center da GDATP.
As placas de proteção são produzidas nas instalações de blindagem reativa da GM no centro de operações em McHenry, no condado de Stone, no Mississippi. Em dezembro de 2006, o Exército dos Estados Unidos adicionou aprimoramentos de dispositivo explosivo improvisado ao M1A1 e M1A2 TUSK, concedendo a GDLS um novo contrato de US$ 11,3 milhões, parte do pacote de US$ 59 milhões já mencionado. Em dezembro, a GDLS também recebeu um pedido, totalizando cerca de 40% de um pedido de US$ 48 milhões, para miras de armas térmicas do carregador como parte das melhorias do sistema TUSK para os tanques M1A1 e M1A2 Abrams.

#### Sistema de proteção ativa
Além da aprimoramento da blindagem, os Abrams que os fuzileiros navais americanos na época tinham foram equipados com o sistema de proteção Softkill Active, um novo AN/VLQ-6 (um dispositivo de contramedida de mísseis, ou MCD)  que podem impedir a função dos sistemas de orientação de alguns mísseis antitanque guiados por fio e rádio semi-ativos de controle de linha de visão (como o russo 9K114 Shturm) e mísseis teleguiados por infravermelho. O MCD funciona emitindo um sinal infravermelho maciço e condensado para confundir o buscador infravermelho de um míssil guiado antitanque.
No entanto, a desvantagem do sistema é que o míssil anti-tanque não é destruído, sendo apenas direcionado para longe de seu alvo pretendido, deixando o projétil para detonar em outro lugar. Este dispositivo é montado no teto da torre em frente à escotilha do carregador e pode levar algumas pessoas a confundir os tanques Abrams equipados com esses dispositivos com a versão M1A2, uma vez que o visualizador térmico independente do comandante neste último é montado no mesmo local, embora o MCD é em forma de caixa e fixo no lugar, em vez de cilíndrico e giratório como o CITV.

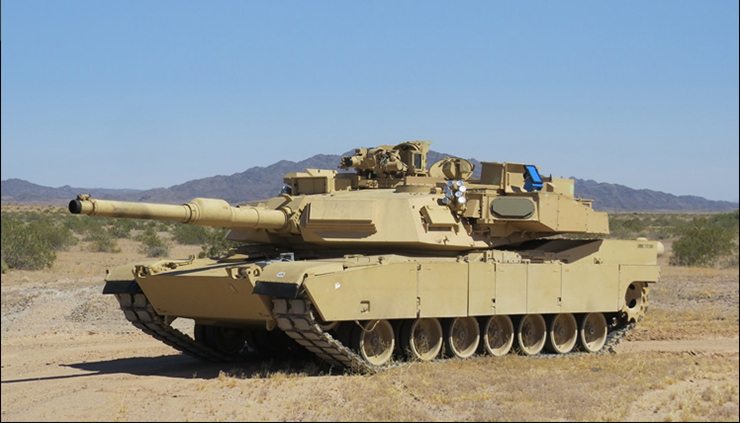
O sistema de proteção ativo (APS) Trophy instalado num M1A1 do Corpo de Fuzileiros americanos, em 2017

Em 2016, o Exército dos Estados Unidos e o Corpo de Fuzileiros Navais começaram a testar o sistema de proteção ativo israelense Trophy para melhorar as defesas dos seus Abrams contra novas ameaças anti-tanques, bloqueando ou disparando pequenos projéteis para desviar os projéteis recebidos. O exército planejou enviar uma brigada de mais de 80 tanques equipados com o sistema Trophy para a Europa em 2020. Estava previsto que até 261 Abrams seriam atualizados com o sistema, o suficiente para quatro brigadas. Em junho de 2018,o exército concedeu a Leonardo DRS, uma empresa americana parceira da Rafael Advanced Defense Systems que desenhou o sistema Trophy, um novo contrato de US$ 193 milhões para entregar o sistema em apoio aos "requisitos operacionais imediatos" da M1 Abrams. Tanques M1A2 SEP V2 Abrams americanos deslocados para a Alemanha em julho de 2020 estavam equipados com o sistema Trophy. As entregas para equipar quatro brigadas de tanques foram concluídas em janeiro de 2021.

### Armamento

##### Canhão M68A1
O principal armamento dos blindados M1 e M1IP era o canhão com estriamento M68A1 de 105 mm que disparava uma variedade de munições perfurantes estabilizada por aletas, munição anti-tanque explosiva, fósforo branco e projéteis anti-pessoal (com múltiplos flechettes). Este canhão utiliza o Royal Ordnance L7, de fabricação britânica, juntamente com o bloco de culatra deslizante vertical e outras partes do protótipo T254E2 americano. No entanto, isso provou ser inadequado; um canhão com letalidade além do alcance de 3 km era necessário para combater as novas tecnologias de blindagem. Para atingir essa letalidade, o diâmetro do projétil precisava ser aumentado. O tanque era capaz de transportar 55 cartuchos de 105 mm, com 44 armazenados no compartimento de explosão da torre e o restante no armazenamento do casco.

##### Canhão liso M256
O principal armamento do M1A1 e M1A2 é o canhão M256A1 de 120 mm, projetado pela Rheinmetall AG da Alemanha, fabricado sob licença nos Estados Unidos pela Watervliet Arsenal, em Nova Iorque. O M256A1 é uma variante aprimorada do canhão Rheinmetall L/44 gun de 120 mm utilizado no Leopard 2 alemão em todas as variantes até o 2A5, sendo a diferença na espessura e na pressão da câmara. O Leopard 2A6 substituiu o cano do L/44 com o mais longo L/55. Devido ao calibre superior, apenas 40 ou 42 munições podem ser estocadas nos modelos A1 ou A2.
O canhão M256A1 dispara uma variedade de munições. A munição perfurante guiada principal do Abrams é o M829, de urânio empobrecido, das quais quatro variantes foram projetadas.O  M829A1, conhecido como "Bala de Prata", viu bastante uso na Guerra do Golfo de 1991, onde se provou contra blindados iraquianos como o T-72. A munição perfurante M829A2 foi desenvolvida especificamente como uma solução imediata para abordar a proteção aprimorada dos tanques russos T-72, T-80U ou T-90 que são equipados com a blindagem reativa explosiva modelo Kontakt-5.

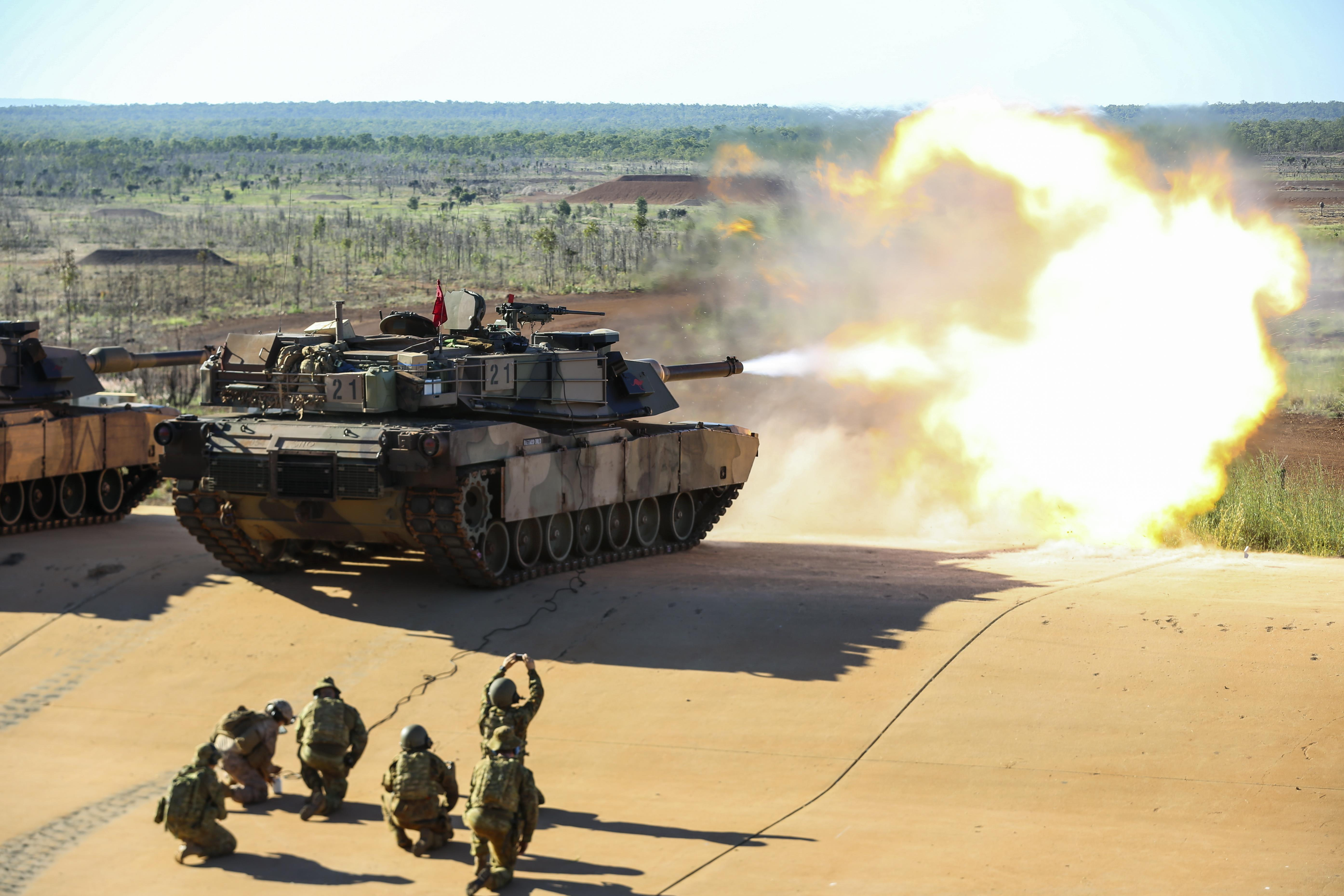
Um M1A1 disparando seu canhão principal, em 2019

Mais tarde, a munição M829A3 foi introduzida para melhorar sua eficácia contra blindagem reativa de próxima geração, através do uso de um penetrador multimaterial e maior diâmetro do penetrador que pode resistir ao efeito de cisalhamento da blindagem explosiva reativa do tipo K-5. O desenvolvimento da série M829 continuou com o M829A4 atualmente entrando em produção, apresentando tecnologia avançada, como capacidade de link de dados.
O Abrams também dispara cartuchos de carga em forma de ogiva antitanque altamente explosiva, como o M830, cuja versão mais recente (M830A1) incorpora um fusível de detecção eletrônica multimodo sofisticado e mais fragmentação que permite que ele seja usado efetivamente contra veículos blindados, pessoal e aeronaves voando baixo. O Abrams usa um carregador manual, que também fornece suporte adicional para manutenção, operações de posto de observação/posto de escuta (OP/LP) e outras tarefas.
O novo cartucho de metralha antipessoal M1028 de 120 mm foi colocado em serviço para uso após a Invasão do Iraque em 2003. Contém 1 098 bolas de tungstênio de 9,5 mm que se espalham do cano para produzir um efeito de espingarda letal para fora até 600 metros. As bolas de tungstênio podem ser usadas para limpar posições inimigas, quebrando locais de emboscada apressada em áreas urbanas, liberar desfiladeiros, deter ataques de infantaria econtra-ataques e apoio a ataques de infantaria amiga, fornecendo cobertura de fogo. A bala de metralha também é uma bala de violação altamente eficaz e pode nivelar paredes de blocos de concreto e abrir buracos do tamanho de um homem em paredes reforçadas de concreto para ataques de infantaria a distâncias de até 75 metros.
Também em uso está a munição de redução de obstáculos M908. Ela é projetado para destruir obstáculos e barreiras. A munição é um M830A1 modificado com o fusível dianteiro substituído por um nariz de aço para penetrar no obstáculo antes da detonação.
O Laboratório de Pesquisa (ARL) do Exército dos Estados Unidos conduziu uma análise térmica da munição M256 de 2002 a 2003 para avaliar o potencial de usar um sistema de cano híbrido que permitiria vários sistemas de armas, como a munição XM1111 de meio-alcance, munições que explodem no ar ou XM 1147. O teste concluiu que a densidade da malha (número de elementos por unidade de área) afeta a precisão do M256 e densidades específicas seriam necessárias para cada sistema de arma.

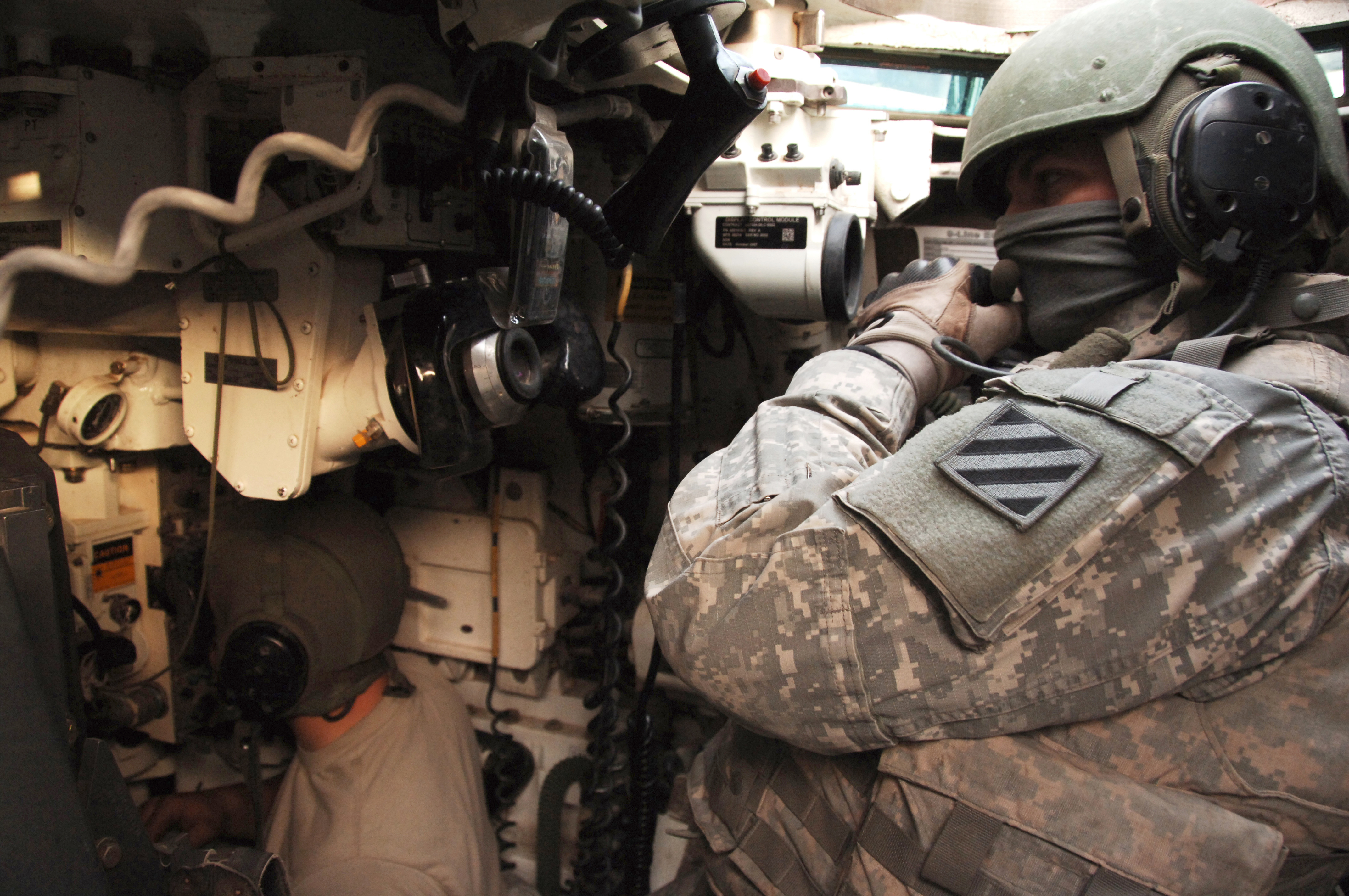
Uma visão da estação do artilheiro (canto inferior esquerdo) e estação do comandante (canto superior direito)

Em 2013, o exército americano estava desenvolvendo uma nova munição para substituir o M830/M830A1, M1028 e o M908. Chamada de Munição Multifuncional Avançada (AMP, na sigla em inglês), vai ter um ponto de detonação atrasada que explode no ar, junto com conexão data-link e um fusível multimodo programável em uma única munição. Tendo um projétil que faz o trabalho de quatro simplificaria a logística e poderia ser usado em vários alvos. O AMP é eficaz contra bunkers, infantaria, blindagem leve e obstáculos de até 500 metros, e será capaz de romper paredes de concreto armado e derrotar equipes de mísseis antitanque de 500 a 2 000 metros. A Orbital ATK recebeu o contrato do governo para a primeira fase do desenvolvimento do AMP XM1147, multifuncional de alto poder explosivo com cartucho de marcador, em outubro de 2015.
Uma outra munição a XM1111 (munição de energia química de médio alcance) foi desenvolvida. O XM1111 era uma munição guiada que usava um buscador de modo duplo que combinava a orientação por infravermelho de imagem e laser semiativo. O MRM-CE foi selecionado sobre o concorrente MRM-KE, que usava um penetrador de energia cinética assistido por foguete. A variante CE foi escolhida devido aos seus melhores efeitos contra alvos secundários, proporcionando uma arma mais versátil. O Exército esperava alcançar o IOC com o XM1111 até 2013. No entanto, a munição de médio alcance foi cancelada em 2009 junto com o Future Combat Systems.

#### Armamento secundário
O tanque Abrams tem três armas menores principais: uma metralhadora M2HB .50, atualmente montada no sistema remoto CROWS, e duas metralhadora M240 de calibre 7,62 mm, com uma montada coaxialmente (ou seja, aponta para os mesmos alvos que a arma principal). Existe uma quarta opção de arma, uma segunda metralhadora coaxial .50 (calibre 12,7 mm). A metralhadora M2HB pode ser montada diretamente acima da arma principal em uma plataforma de armas remota como parte do pacote CSAMM (Counter Sniper Anti Material Mount).

#### Mira

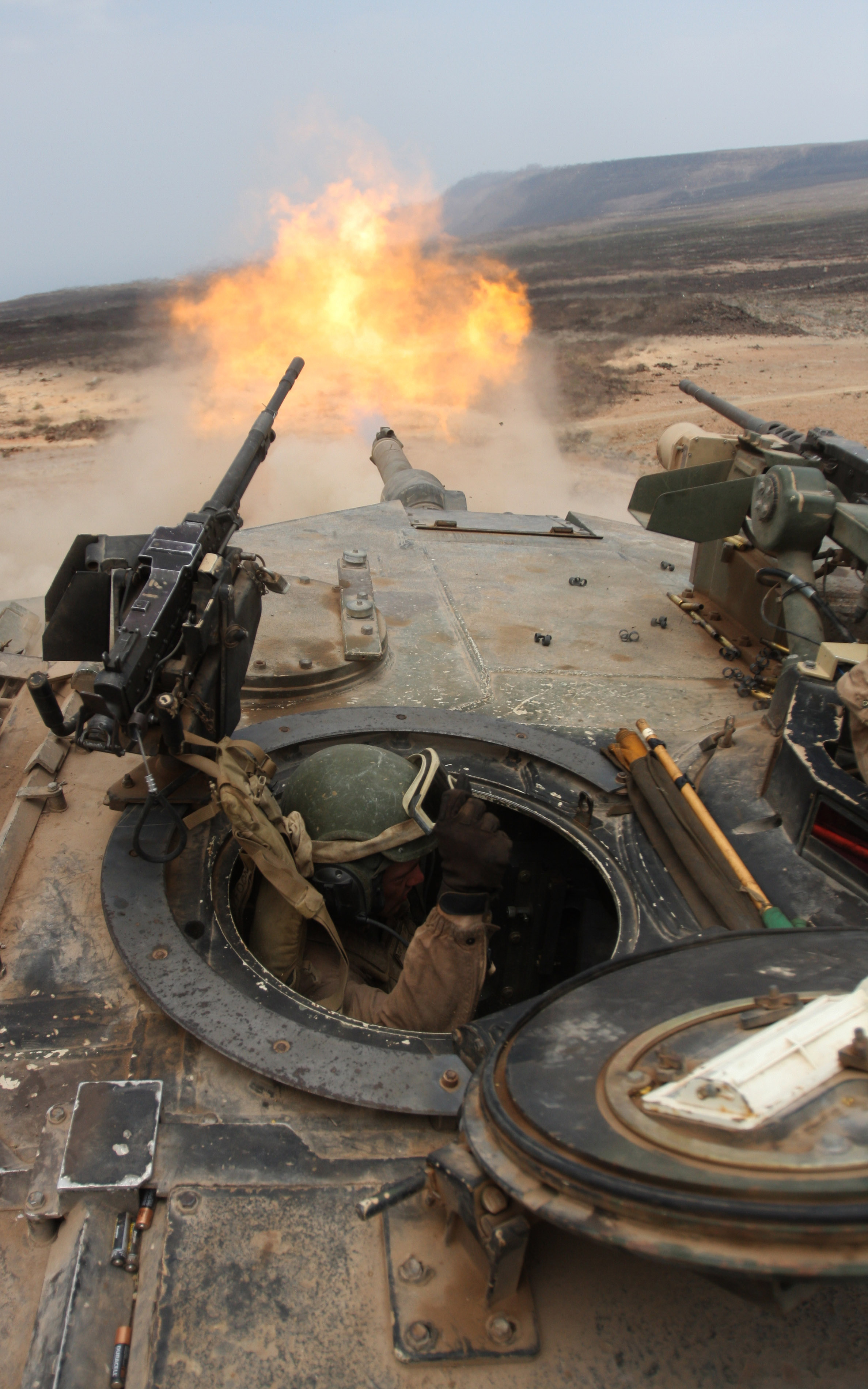
Um M1A1 disparando sua arma principal como visto da escotilha do carregador. A metralhadora M240 é visível à esquerda enquanto um M2 é visível à direita.

Os Abrams são equipados com um avançado sistema balístico computadorizado de controle de disparo que usa dados fornecidos pelo usuário e pelo sistema de várias fontes para calcular, exibir e incorporar os três componentes de uma solução balística - ângulo de ataque, tipo de munição e alcance do alvo - para disparar com precisão a arma principal. Esses três componentes são determinados usando um telêmetro a laser, sensor de vento lateral, a pendulum static cant sensor, data concerning performance and flight characteristics of each specific type of round, tank-specific boresight alignment data, ammunition temperature, air temperature, barometric pressure, um sistema de referência do cano (MRS) que determina e compensa a queda do cano devido à atração gravitacional e ao aquecimento do cano devido ao disparo ou à luz solar, e a velocidade do alvo determinada por tacômetros de taxa de rastreamento nas alças de controle do artilheiro ou do comandante.
Todos esses fatores são computados em uma solução balística e atualizados trinta vezes por segundo. A solução atualizada é exibida no campo de visão do artilheiro ou do comandante do tanque na forma de um retículo nos modos diurno e térmico. O computador balístico manipula a torre e um complexo arranjo de espelhos de modo que tudo o que se precisa fazer é manter o retículo no alvo e disparar para acertar. O chumbo adequado e a elevação do tubo da arma são aplicados à torre pelo computador, simplificando muito o trabalho do artilheiro.
O sistema de controle de disparo usa esses dados para calcular uma solução de disparo para o artilheiro. A solução balística gerada garante uma porcentagem de acerto superior a 95% em faixas nominais. Tanto o comandante quanto o artilheiro podem disparar a arma principal. Além disso, o visualizador térmico independente do comandante (ou CITV) no M1A2 pode ser usado para localizar alvos e passá-los para o artilheiro engajar enquanto o comandante procura novos alvos.

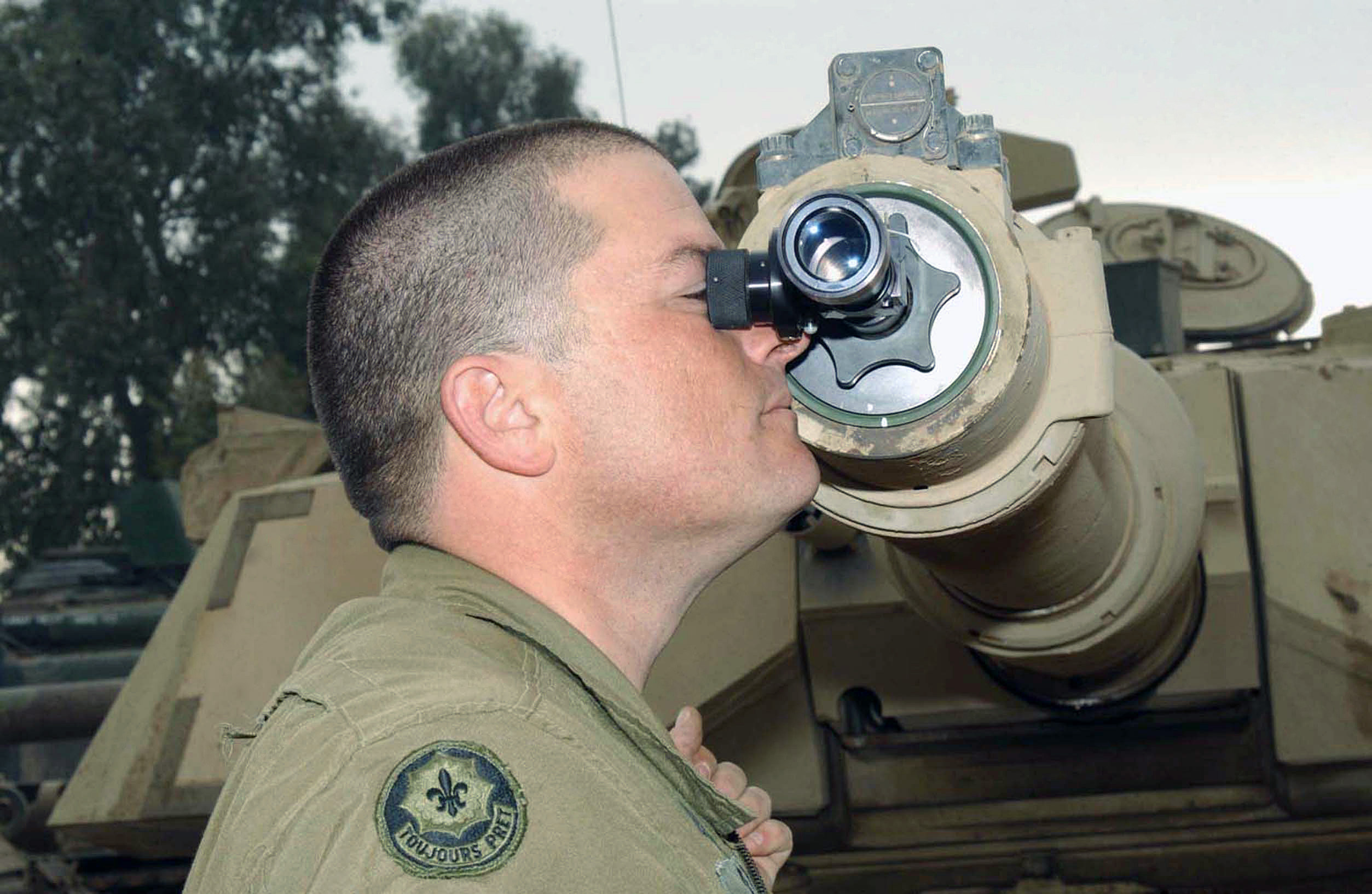
Um soldado do 2º Regimento de Cavalaria Blindada auxiliando no trabalho crítico de "apontar" o alinhamento de todas as miras do tanque ao centro do eixo do cano do canhão principal em um M1A1 Abrams em Mossul, Iraque, em janeiro 2005. Os sinais manuais permitem que o artilheiro dentro do tanque direcione o canhão principal para um alvo de mira.

Se o sistema de mira principal apresentar mau funcionamento ou estiver danificado, as armas principais e coaxiais podem ser apontadas manualmente usando uma mira telescópica com mira para a arma principal conhecida como Mira Auxiliar do Artilheiro (GAS). O GAS possui dois retículos intercambiáveis; um para munições antitanque altamente explosiva (HEAT) e antitanque multiuso (MPAT) e um para a munição perfurante estabilizada por arestas com sabot descartável (APFSDS) e munição de disparar e esquecer ativada por alvo inteligente (STAFF). A travessia da torre e a elevação do canhão principal podem ser realizadas com alavancas e manivelas manuais se o controle de incêndio ou os sistemas hidráulicos falharem.
A metralhadora M2HB calibre .50 do comandante no M1 e no M1A1 é apontada por uma mira de ampliação de três vezes, incorporada à Estação de Armas do Comandante (CWS), enquanto o M1A2 usa a própria metralhadora mira de ferro ou uma mira remota sistema como o sistema Common Remotely Operated Weapon Station ("Estação de Arma Comum Operada Remotamente", ou CROWS) quando usados como parte do Tank Urban Survival Kit (TUSK). A metralhadora M240 do carregador é apontada com a mira de ferro embutida ou com uma mira térmica montada na metralhadora.
No final de 2017, todos os 400 M1A1 do Corpo de Fuzileiros Navais dos Estados Unidos começaram a ser atualizados com miras melhores e de maior alcance pelo Sistema de Integrado de EXibição e Segmentação (AIDATS), substituindo a visão da câmera em preto e branco por uma imagem colorida e visão térmica diurna/noturna, manuseio simplificado com um único conjunto de controles e um botão giratório para indicação que reposiciona a torre com um comando. Testes preliminares mostraram que as atualizações reduziram o tempo de engajamento do alvo de seis segundos para três, permitindo que o comandante e o artilheiro trabalhassem mais de perto e colaborassem melhor na aquisição do alvo.

### Mobilidade

#### Tática

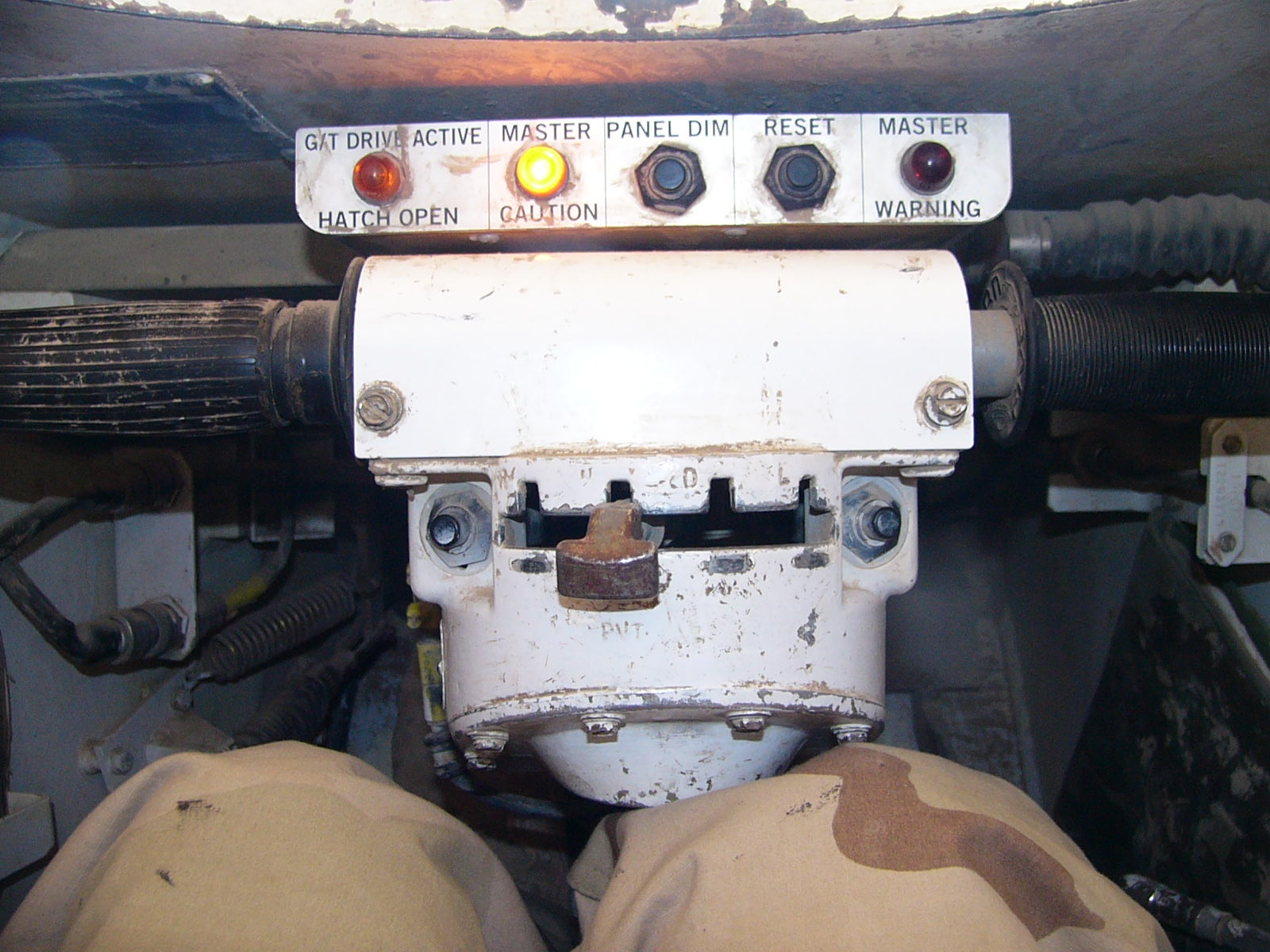
Controles de direção do M1

O trem de força M1 Abrams consistia em uma turbina a gás multicombustível AGT1500 (originalmente feita pela Lycoming, mas atualmente pela Honeywell) é capaz de gerar até 1 500 hp (1 100 kW) em 30 000 rpm e536 N⋅m a 10 000 rpm e com uma transmissão automática hidrocinética Allison X-1100-3B de seis marchas (quatro para frente e duas de ré). Isso dá ao veículo uma velocidade máxima de 72 km/h em estradas pavimentadas e 48 km/h cross-country, em terrenos acidentados. Com o governador do motor removido, são possíveis velocidades de cerca de 97 km/h em uma superfície melhorada. No entanto, danos ao trem de força (especialmente nos trilhos) e aumento do risco de ferimentos à tripulação podem ocorrer em velocidades acima de 72 km/h.
O tanque foi construído ao redor do seu motor e é multicombustível, aceitando diesel, gasolina, diesel marítimo e combustível de jato (como o JP-4 ou o JP-8). Em 1989, o exército estava fazendo a transição apenas para JP-8 para o M1 Abrams. Para simplificar a logística, o JP-8 é o combustível universal das Forças Armadas dos Estados Unidos, alimentando frotas de aeronaves e veículos. O australiano M1A1 AIM SA queima óleo diesel, já que o uso do JP-8 é menos comum no Exército Australiano.

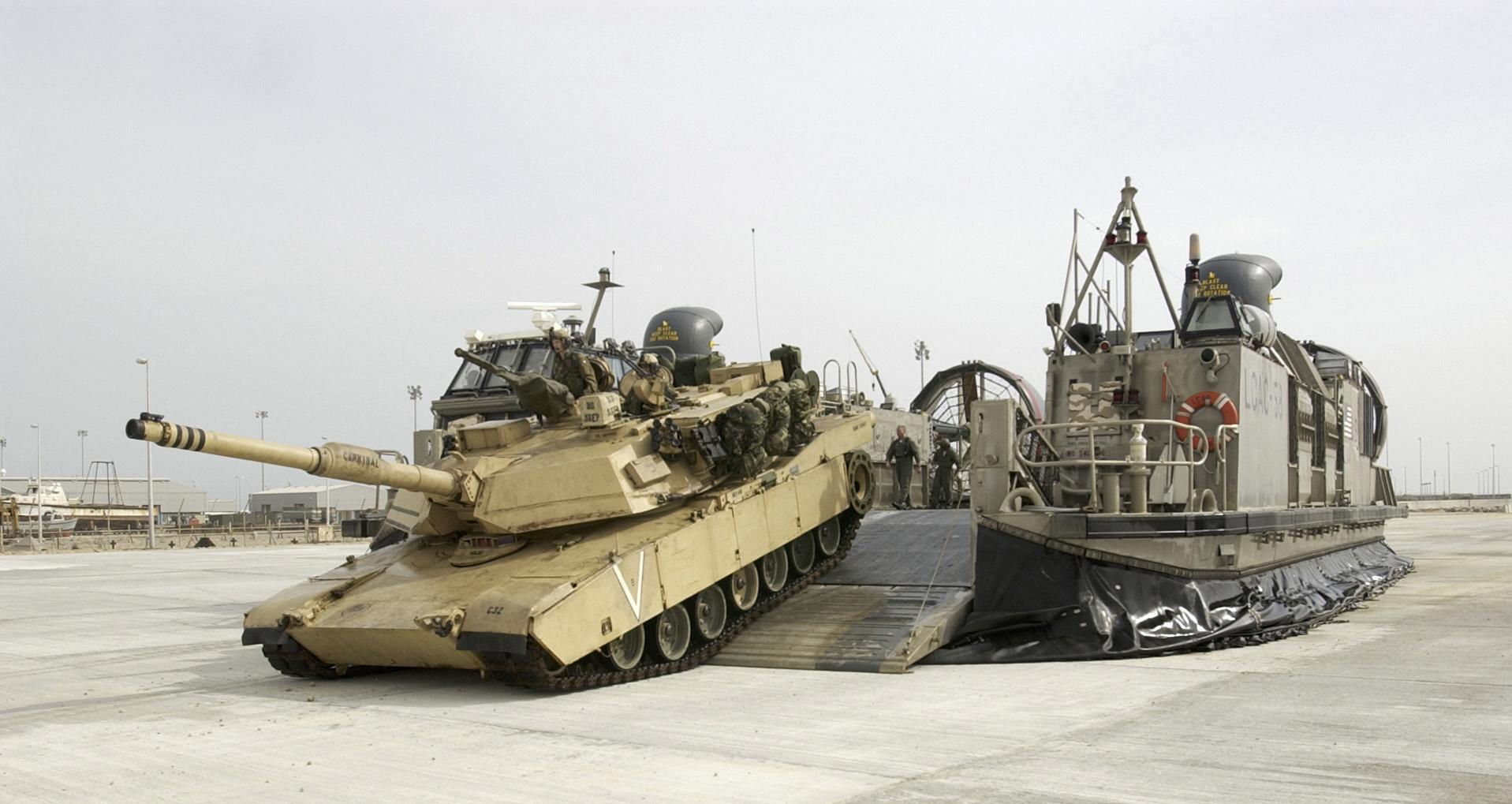
Um fuzileiro naval M1A1 descarregando de um veículo Landing Craft Air Cushioned

O sistema de propulsão por turbina a gás tem se mostrado bastante confiável na prática e no combate, mas seu alto consumo de combustível é um sério problema logístico. O motor queimava mais de 1,67 galões americanos por milha (392 litros/100 km) ou (60 galões americanos, ou 230 L por hora) ao viajar pelo país e 38 litros por hora quando ocioso.
O jato de alta velocidade e alta temperatura emitido pela parte traseira dos tanques M1 Abrams torna perigoso para a infantaria se proteger ou seguir atrás do tanque em combate urbano. A turbina é muito silenciosa quando comparada com motores a diesel de potência semelhante e produz um som significativamente diferente de um motor de tanque a diesel contemporâneo, reduzindo a distância audível do som, dando assim ao Abrams o apelido de "sussurrando a morte" durante seu primeiro exercício Reforger da OTAN.
O exército americano recebeu propostas, incluindo duas opções a diesel, para fornecer um motor comum para o XM2001 Crusader e o Abrams. Em 2000, o exército selecionou o motor de turbina a gás LV100-5 da Honeywell e subcontratado da General Electric. O novo motor LV100-5 era mais leve e menor (43% menos peças), com aceleração rápida, funcionamento mais silencioso e nenhum escapamento visível. Ele também apresentou uma redução de 33% no consumo de combustível (50% menos quando ocioso) e substituição quase imediata. O Common Engine Program foi arquivado quando o programa Crusader foi formalmente cancelado. A fase 2 do programa PROSE (Parceria para Redução de Custos de O&S, Motor) do Exército, no entanto, exigia um maior desenvolvimento do LV100-5 e substituição do então atual motor AGT1500.

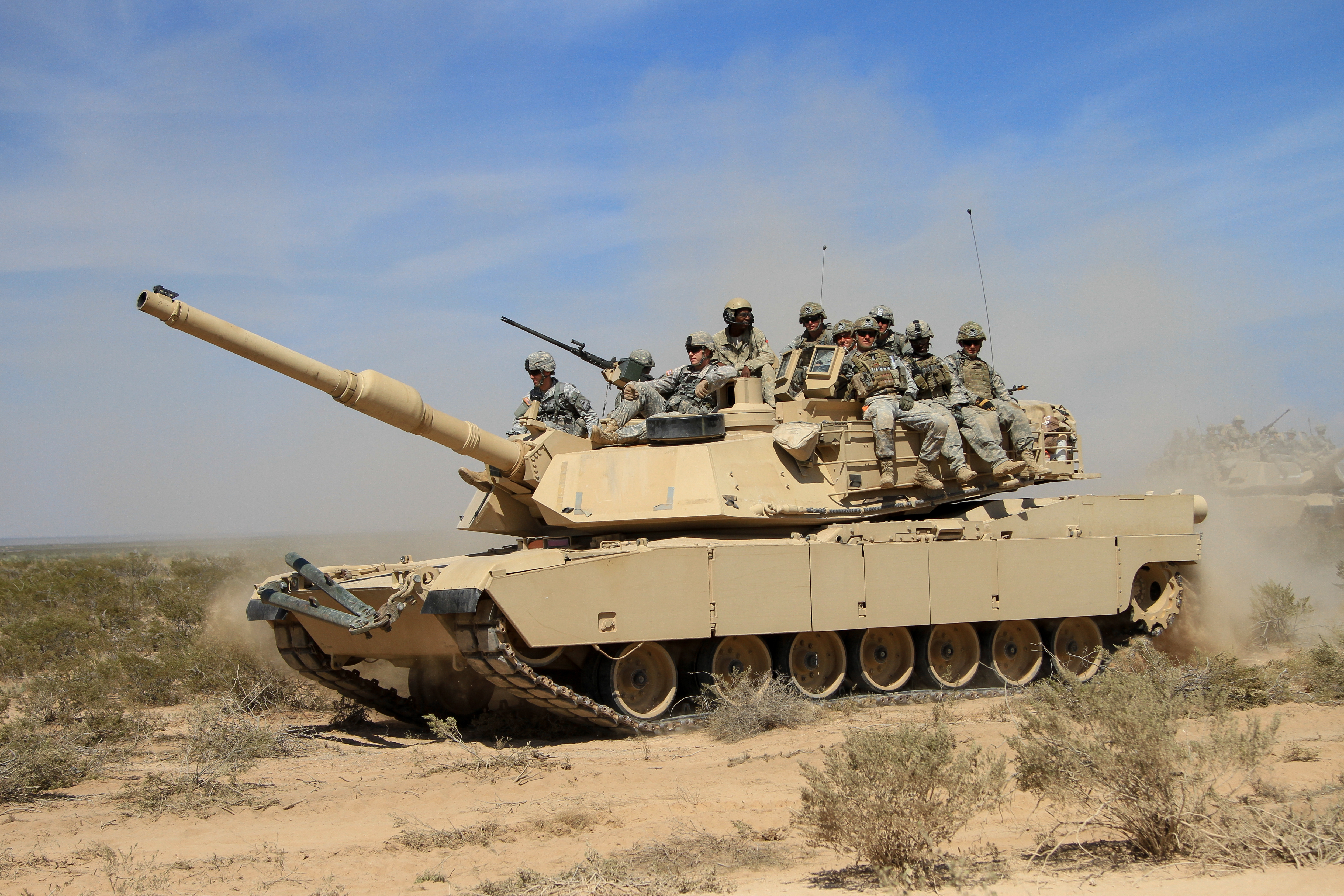
Paraquedistas americanos da 82.ª Divisão Aerotransportada em cima de um tanque M1 Abrams.

Uma unidade auxiliar de energia (APU) de 100 kg foi designado pelo Centro de Pesquisa, Desenvolvimento e Engenharia Automotiva de Tanques do Exército dos Estados Unidos (TARDEC), substituindo uma bateria existente que pesava cerca de 230 kg. Ele usa um motor rotativo Wankel modificado de alta intensidade de potência de 330 cc (20 in³) para usar diesel e combustível de aviação militar. A nova APU também é mais eficiente em termos de combustível do que o motor principal do tanque.
Embora o tanque M1 não seja projetado para transportar tripulantes facilmente, existem provisões para o veículo transportar tropas em tanques desantados com o dispositivo de estabilização da torre desligado. Um esquadrão de infantaria completamente equipado pode ir em cima da parte de trás do tanque, atrás da torre. Os soldados podem usar cordas e correias de equipamentos para fornecer apoios para as mãos e elos de pressão para se protegerem. Se o contato inimigo for feito, o tanque se esconde, permitindo que a infantaria desça.

#### Estratégia

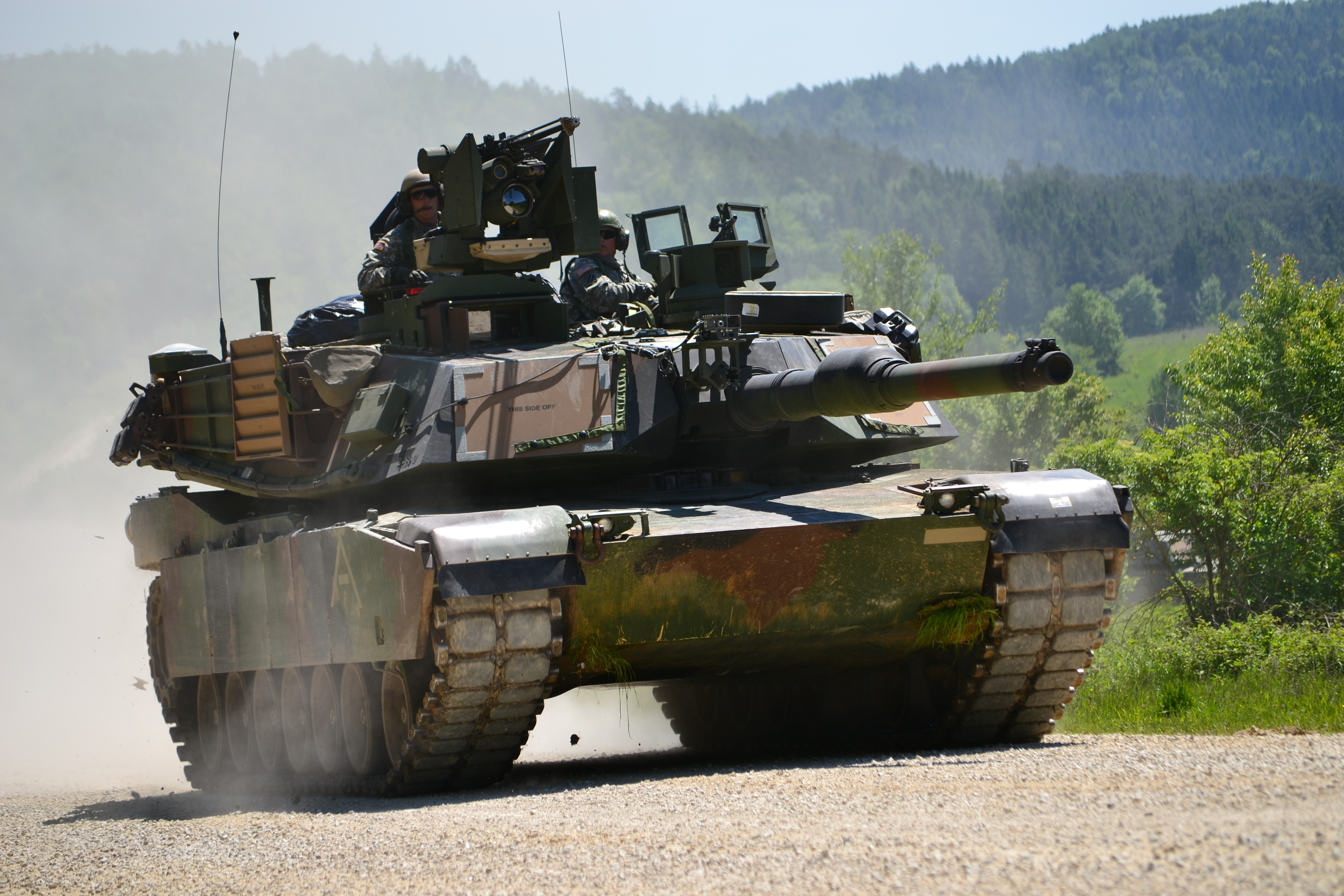
Um M1A2 SEP V2 Abrams americano equipado com um sistema CROWS II

A mobilidade estratégica é a capacidade dos tanques de uma exército de chegar de maneira oportuna, econômica e sincronizada no local onde são necessários. O Abrams pode ser carregado por um C-5 Galaxy ou um C-17 Globemaster III. A capacidade limitada (dois tanques prontos para combate em um C-5, um tanque pronto para combate em um C-17) causou sérios problemas logísticos ao deslocar os tanques para a primeira guerra no Golfo Pérsico em 1991, embora houvesse tempo suficiente para 1 848 tanques serem transportados de navio.
Os fuzileiros navais americanos transportam seus tanques Abrams da Força Tarefa Marítima Ar-Terra via navio. Grandes navios de transporte de tropas e helicópteros como os da classe Wasp costumam carregar um pelotão de quatro a cinco tanques da Marine Expeditionary Unit, que foram então transportados anfíbiamente para a costa por aerodeslizadores de desembarque (LCAC) com um tanque pronto para combate por embarcação.
O Abrams também é transportável por caminhões pesados, como o Oshkosh M1070 e o M1000 HETS para as forças armadas dos Estados Unidos. O HETS pode operar em rodovias, estradas secundárias e cross-country. Tal veículo os quatro membros da tripulação do tanque. O Exército Australiano usa caminhões customizados MAN para transportar seus Abrams.
A primeira instância do Abrams sendo transportado diretamente para um campo de batalha ocorreu em outubro de 1993. Após a Batalha de Mogadíscio, dezoito tanques M1 foram transportados por aeronaves C-5 para a Somália do Aeródromo Hunter, do exército Hunter, na Geórgia.

## Utilizadores

Atuais operadores do M1 Abrams

### Atualmente

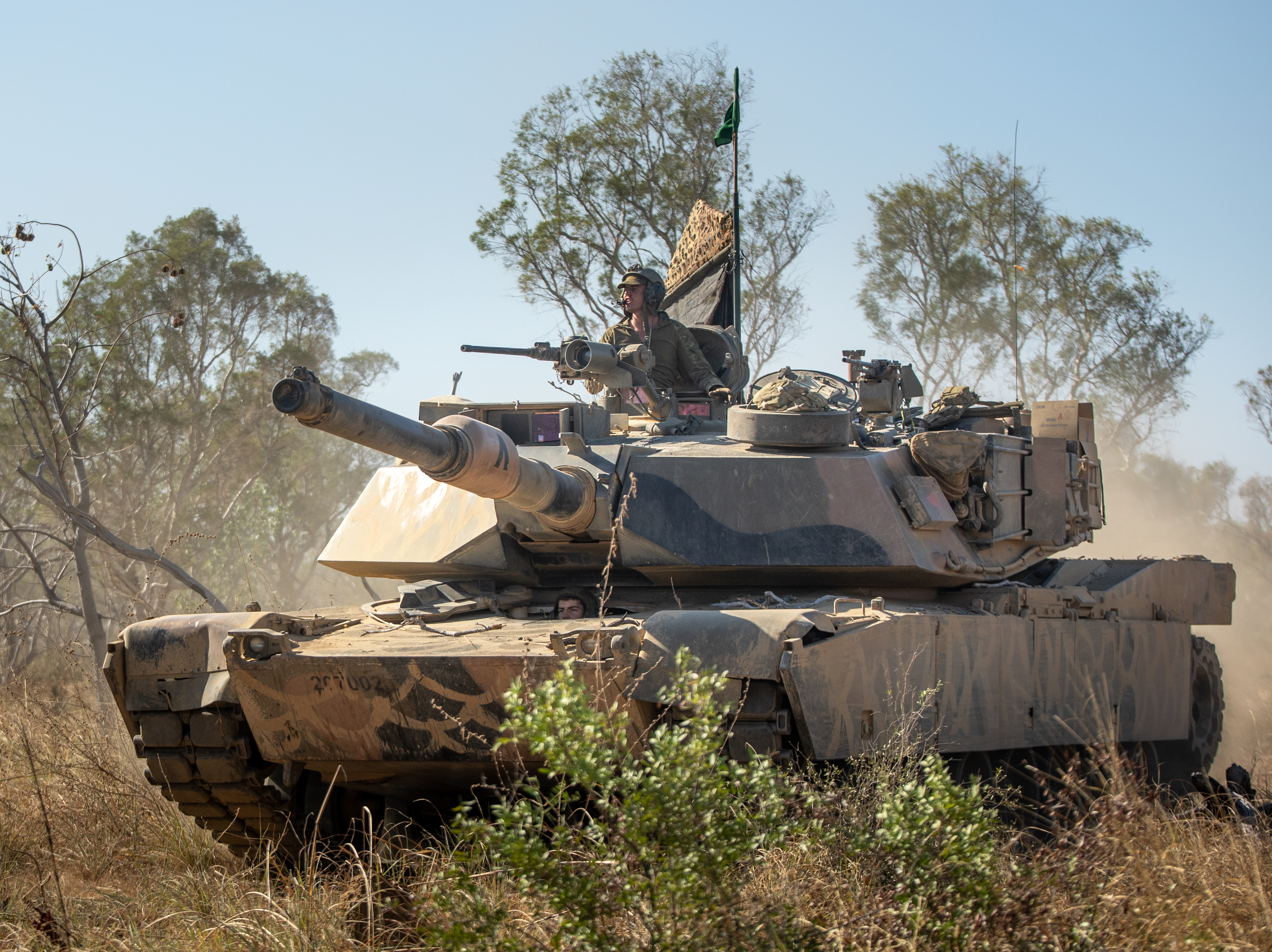
Um M1A1 australiano

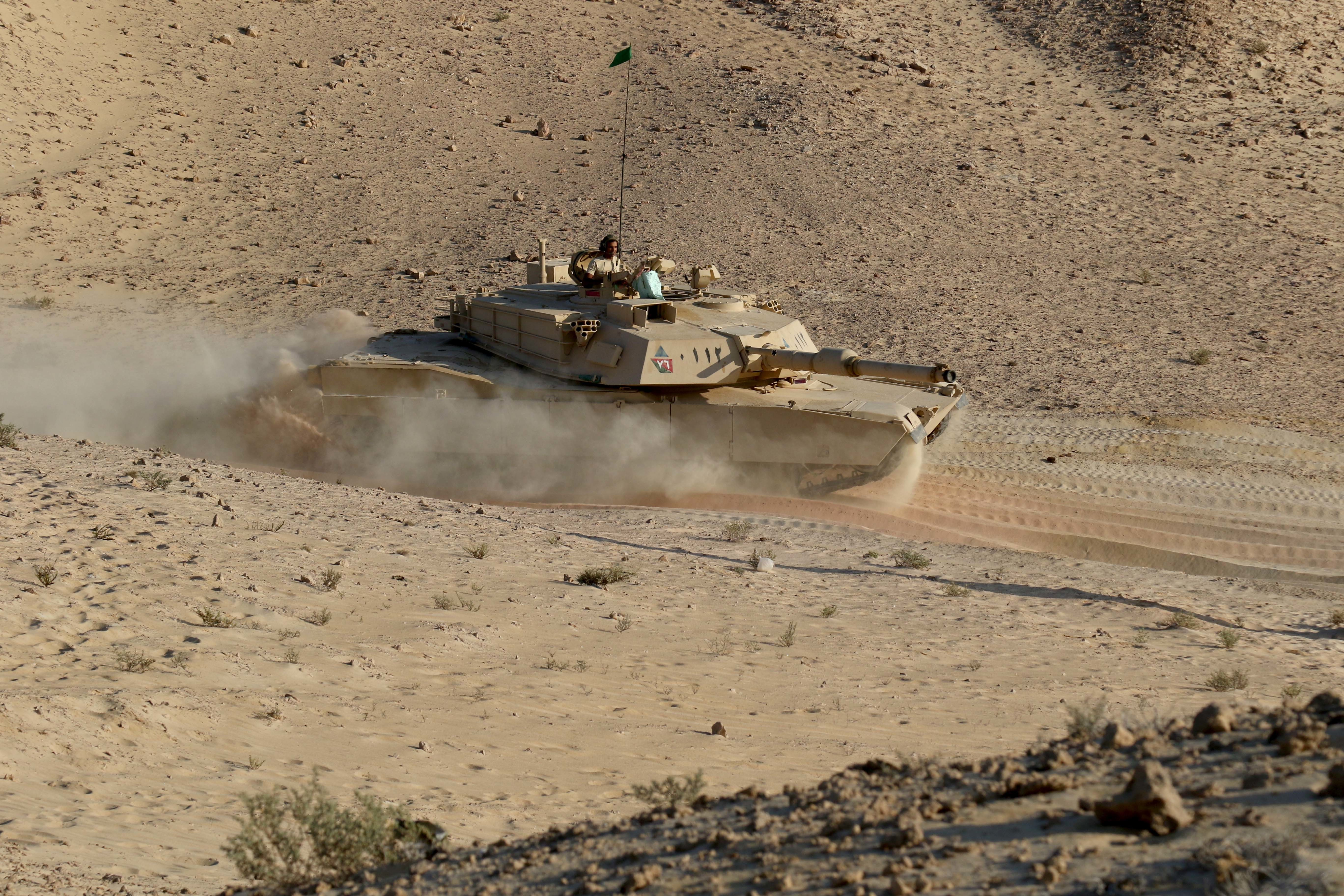
Um Abrams egípcio

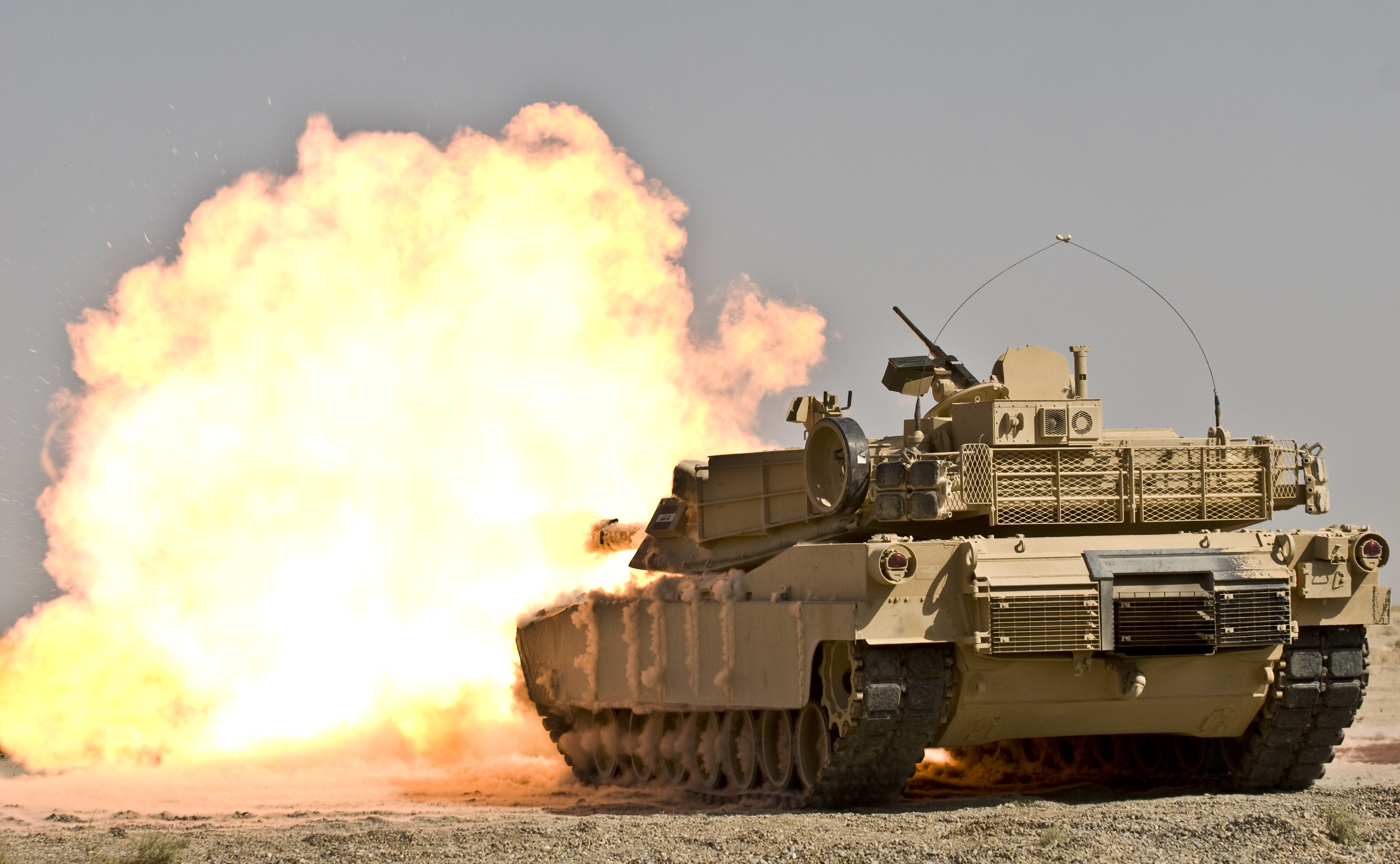
Um M1A1 iraquiano disparando seu canhão

- Estados Unidos – 8 100 unidades construídas, com cerca de 2 509 no serviço ativo (750 M1A1SA, 1 605 M1A2 SEPv2 e 154 M1A2 SEPv3). Aproximadamente 3 700 blindados das variantes M1A1 e M1A2 foram colocados no estoque de reserva.[138][139]
- Egito – 1 360 veículos da versão M1A1.[140][141]
- Arábia Saudita – 373 blindados da versão M1A2S.[142][143]
- Kuwait – 218 tanques da versão M1A2.[144]
- Marrocos – 222 M1A1 SA encomendados em 2015.[145][146]
- Iraque – 321 blindados da versão M1A1Ms.[147][148]
- Polônia – 250 tanques da versão M1A2 SEP v3 para substituir os antigos blindados T-72 e PT-91.[149][150][151][152]
- Taiwan – 108 da versão M1A2T, com os primeiros modelos sendo entregues em 2022.[153][154]
- Austrália – 59 blindados da versão M1A1.[155] Em janeiro de 2022, o governo australiano se comprometeu a comprar 120 tanques e veículos blindados, incluindo 75 M1A2 a um custo total de US$ 3,5 bilhões e a serem entregues em 2024; os M1A2 devem substituir seus 59 M1A1s que foram comprados em 2007.[156][157]
- Ucrânia – Em 25 de janeiro de 2023, o presidente Joe Biden anunciou que os Estados Unidos vão enviar 31 tanques M1A1 e M1A2 para a Ucrânia. Os primeiros destes veículos chegaram em território ucraniano no final de 2023.[158][159]

### Potenciais e futuros operadores
- Grécia – Cerca de 400 tanques M1A1 (que pertenciam ao exército americano) foram oferecidos à Grécia em 2011.[160]

### Ofertas fracassadas
- Brasil – Após ser designado como "Aliado importante extra-OTAN" em julho de 2019, o governo dos Estados Unidos ofereceu às Forças Armadas Brasileiras uma variedade de equipamentos. O Brasil demonstrou interesse em adquirir entre 110 e 130 M1A1 Abrams a serem atualizados nos Estados Unidos e transferidos para o Brasil para um período de serviço de vinte anos.[161][162]